# アウディ・A3

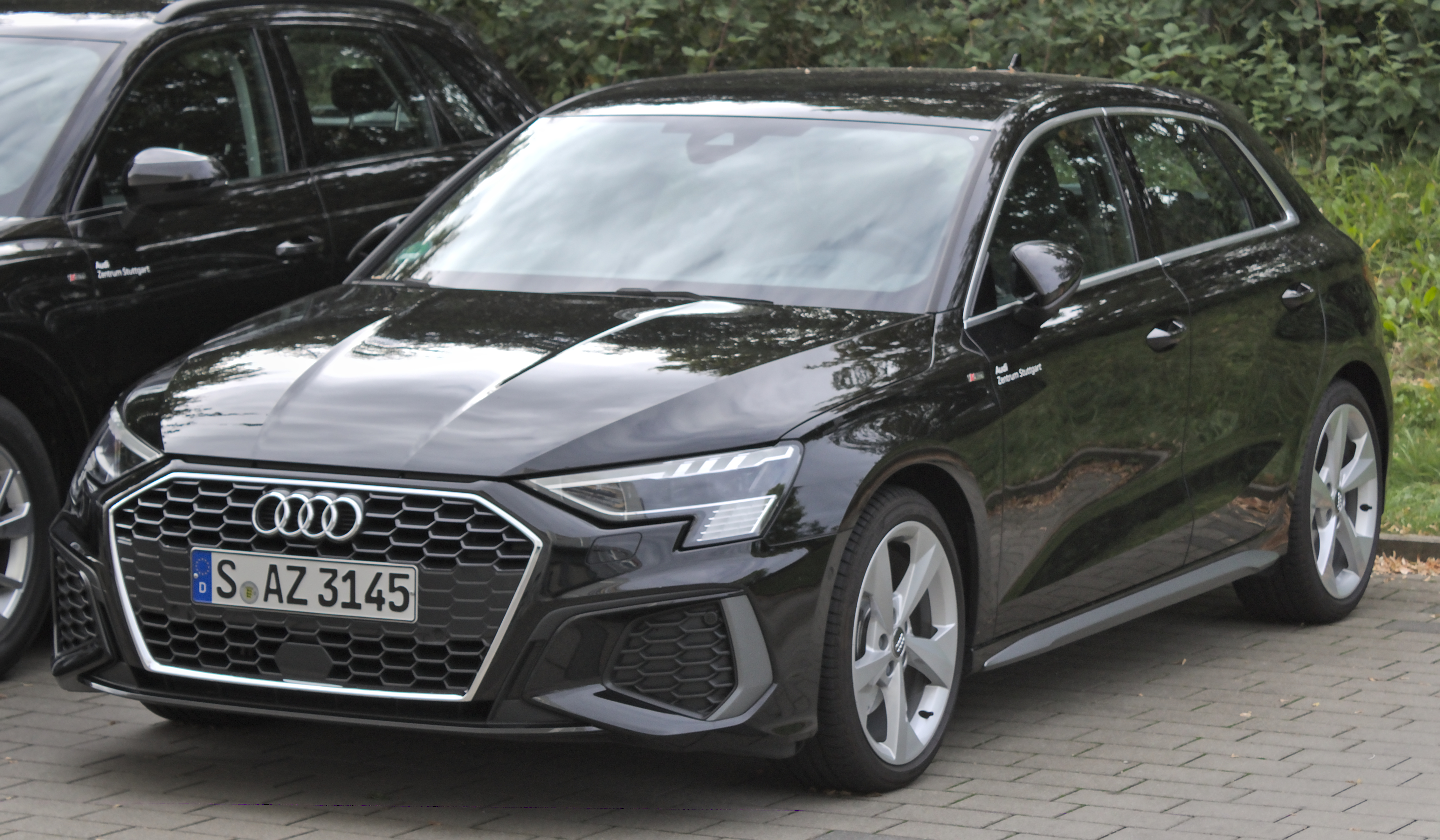
スポーツバック（8Y、4代目）

A3（エースリー）は、ドイツの自動車メーカー、アウディが製造・販売するハッチバック型、セダン型の小型（Cセグメント）乗用車である。かつてはオープンカーも用意されていた。

## 初代（8L型、1996年 - 2003年）
1996年、「小さな高級車」をコンセプトに発売された。
デビュー当時はアウディのエントリーモデルであった。後に発売されるゴルフIVの兄弟車でもあり、縦置きエンジンかつFFベースというアウディ独自のスタイルではなく、より一般的な横置きエンジンかつFFベースとなっている。
ガソリンエンジンのうち、5バルブシステムを採用した1.8L 直列4気筒DOHCには、ターボモデルも設定された。プラットフォームは、アウディの親会社であるフォルクスワーゲンの小型乗用車・ゴルフやジェッタ等で採用されているVW・Aプラットフォームを使用する。

### 日本での販売
1997年初頭に発売。初期モデルは、自然吸気（NA）エンジンの3ドアハッチバックボディで、FF・4速ATという仕様であったが、翌1998年にはFF・ターボ仕様が追加された。
1999年、4WDであるクワトロ・5速MT仕様が加わるとともに、NAモデルには5ドアボディが与えられた。
2000年、マイナーチェンジ。インテリア、ヘッドライトとテールライトを中心としたデザインの大幅な変更がなされた。同時にクワトロが廃止され、NAエンジン・FFの5ドアモデルのみとなった。
2001年、FFのターボモデルである「1.8T」が導入された。「1.8T」には、5速ティプトロニック（マニュアルモード付AT）、ESP（横滑り防止機構）、スポーツサスペンション、16インチアルミホイール、スポーツシートが採用された。
2002年、ステアリングにティプトロニック操作スイッチが装着された新グレード「1.8T Sport」が追加された。前年に登場した「1.8T」に相当するモデルである。またサスペンション、16インチアルミホイール、スポーツシートをNAモデルと同等のものに変更し、インテリアにウッドトリムを採用したモデルに「1.8T」の名称が与えられた。
2003年7月、「1.8T」をベースに、一体型ナビゲーションシステム MMS（マルチメディアステーション）と、15インチスターデザインアルミホイールを装備した「1.8T リミテッド」が、500台限定で発売された。これが、当世代の最終モデルとなった。
なお、高性能バージョンのS3は、2001年モデルが210PS、2002年モデルが225PSとなっている。左ハンドル車が正規輸入されたのは1998年モデルのクワトロとS3のみである。

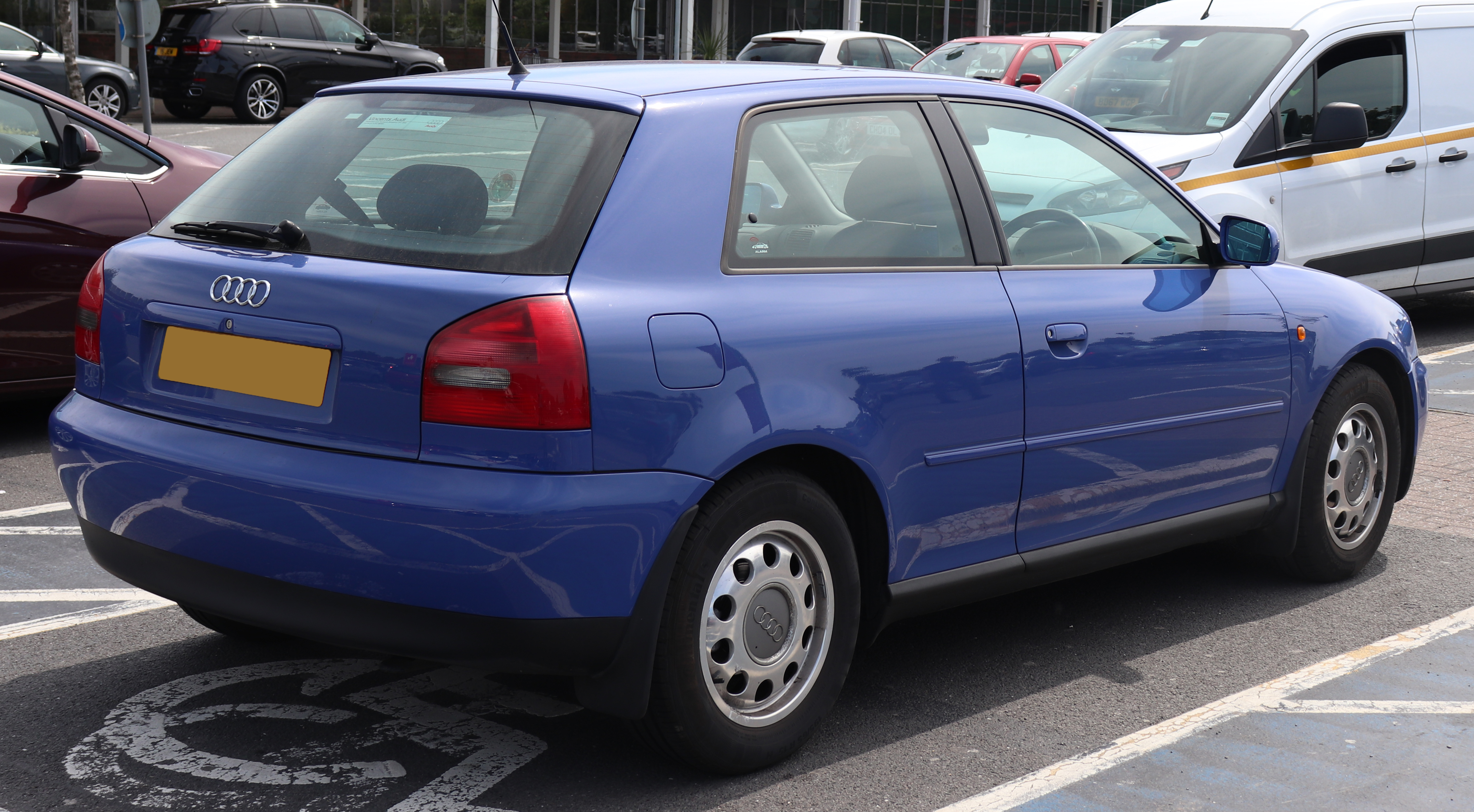
3ドア（前期型）
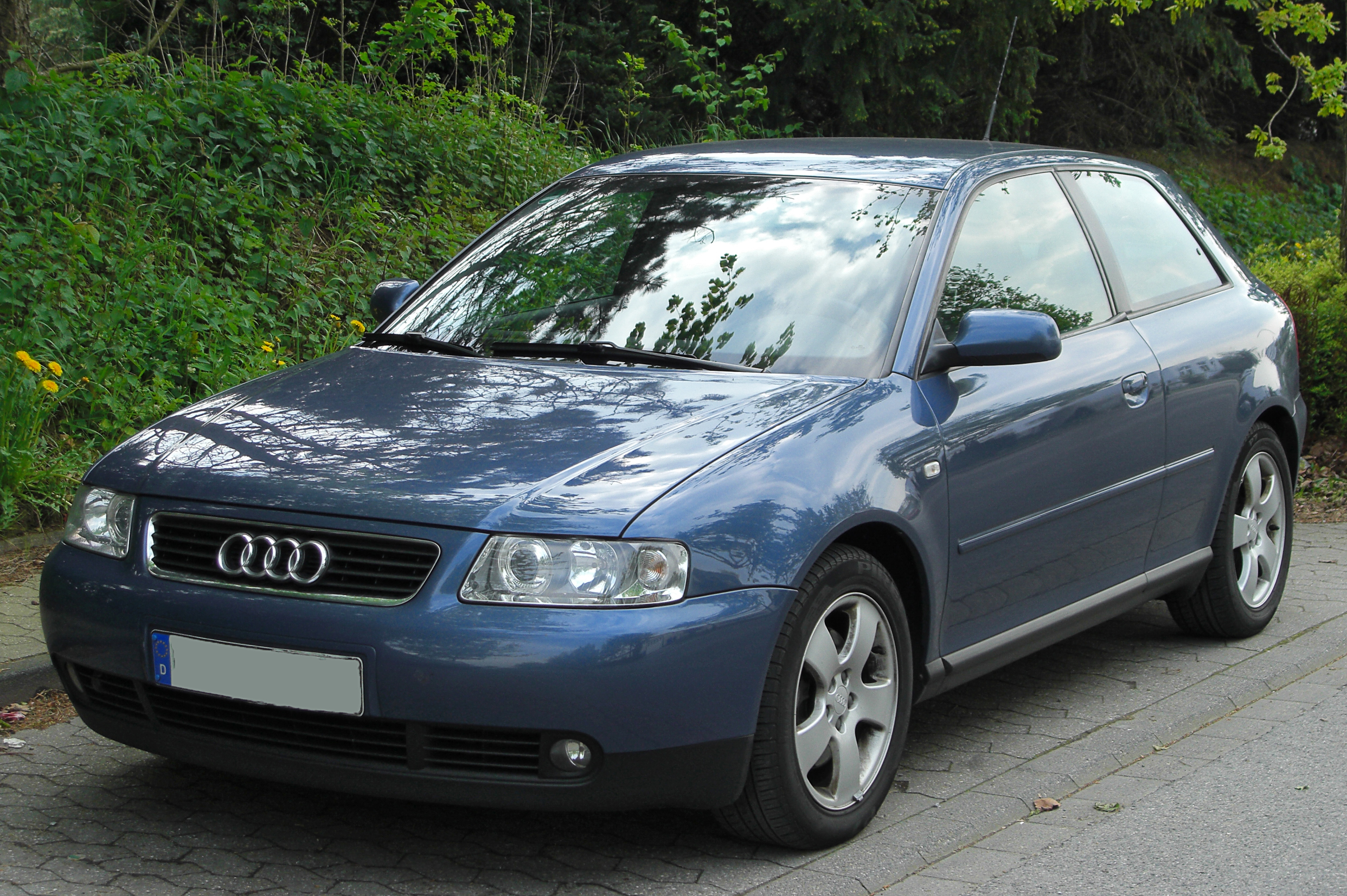
3ドア（後期型）
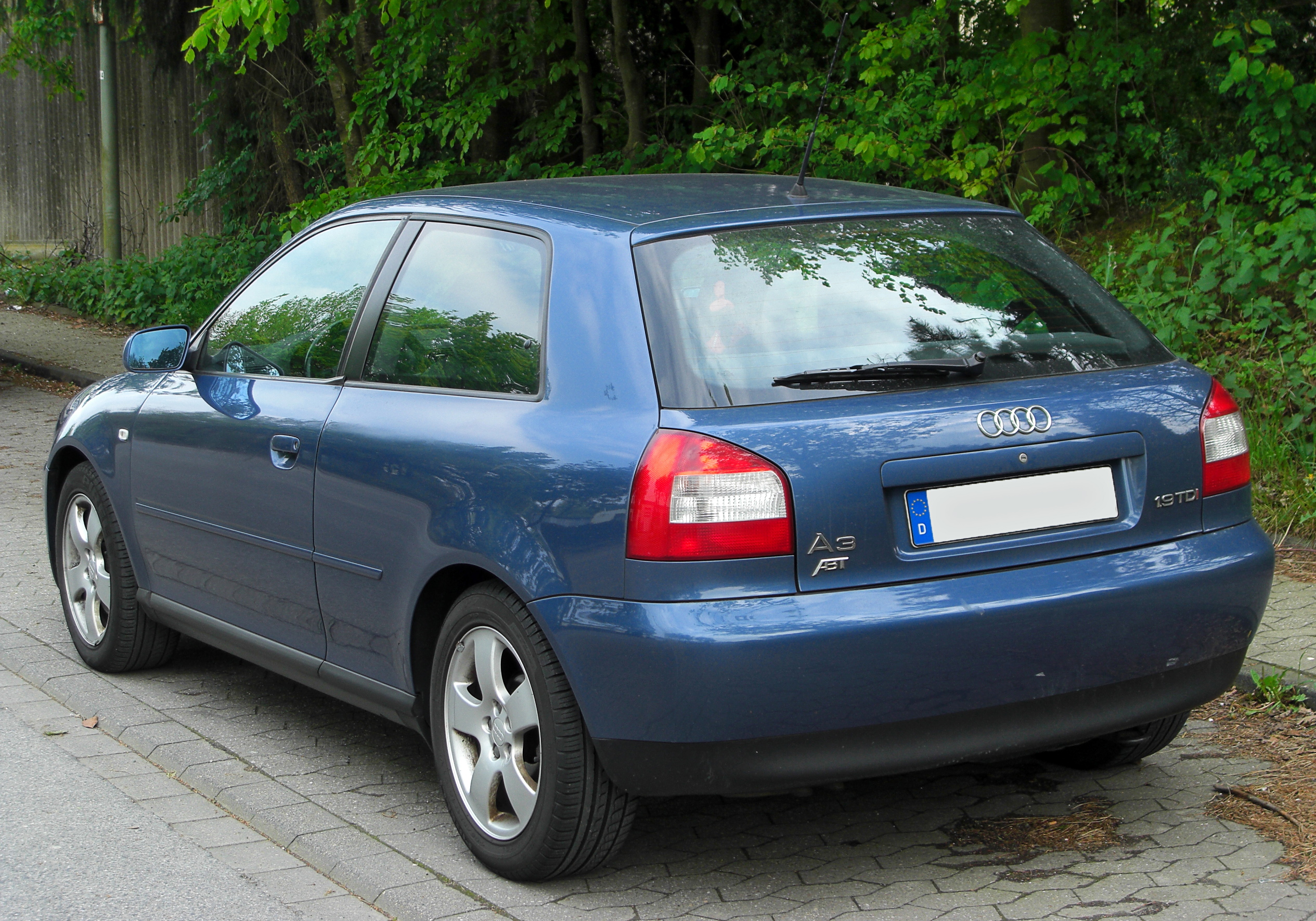
3ドア（後期型）
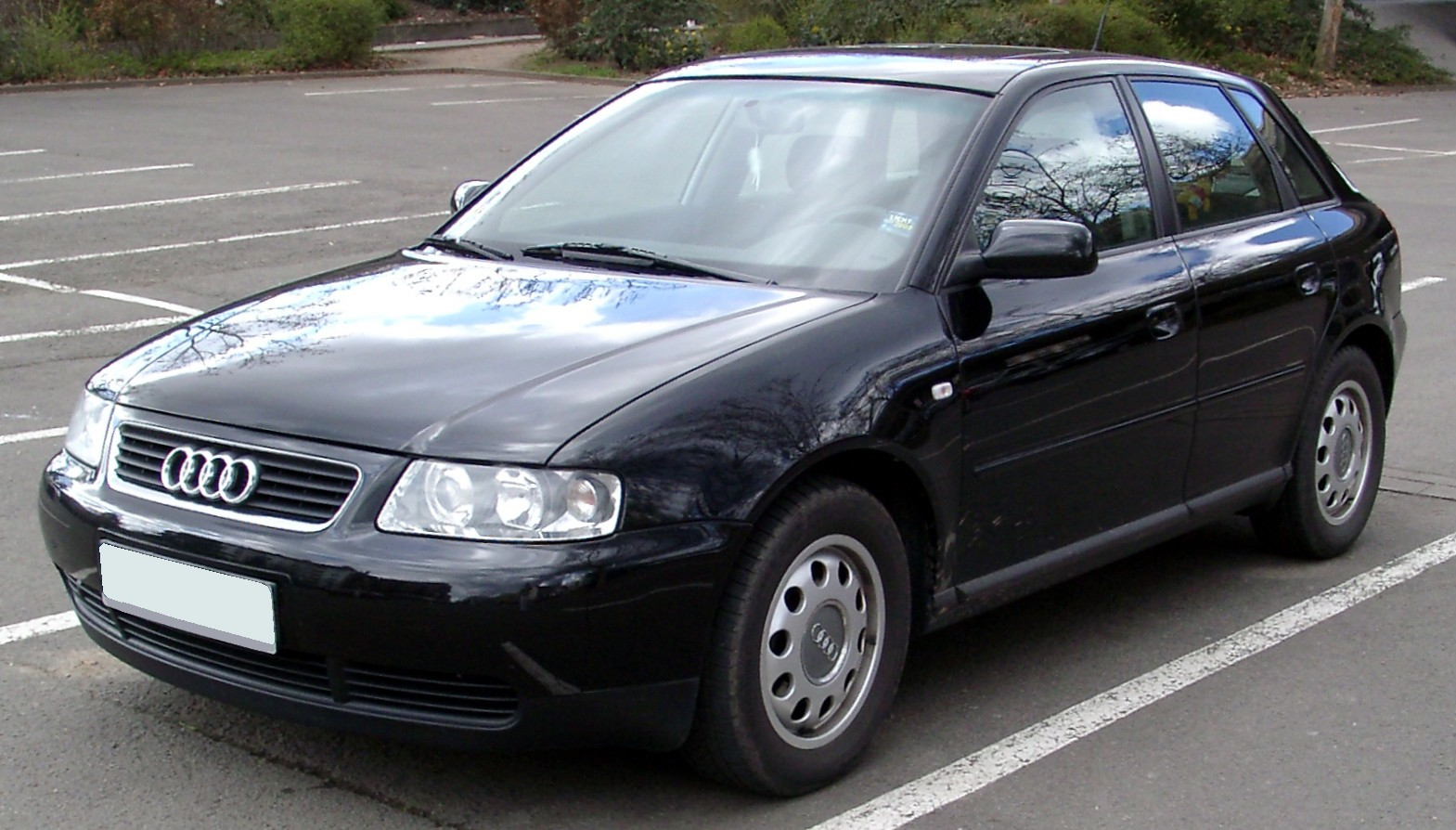
5ドア（前期型）
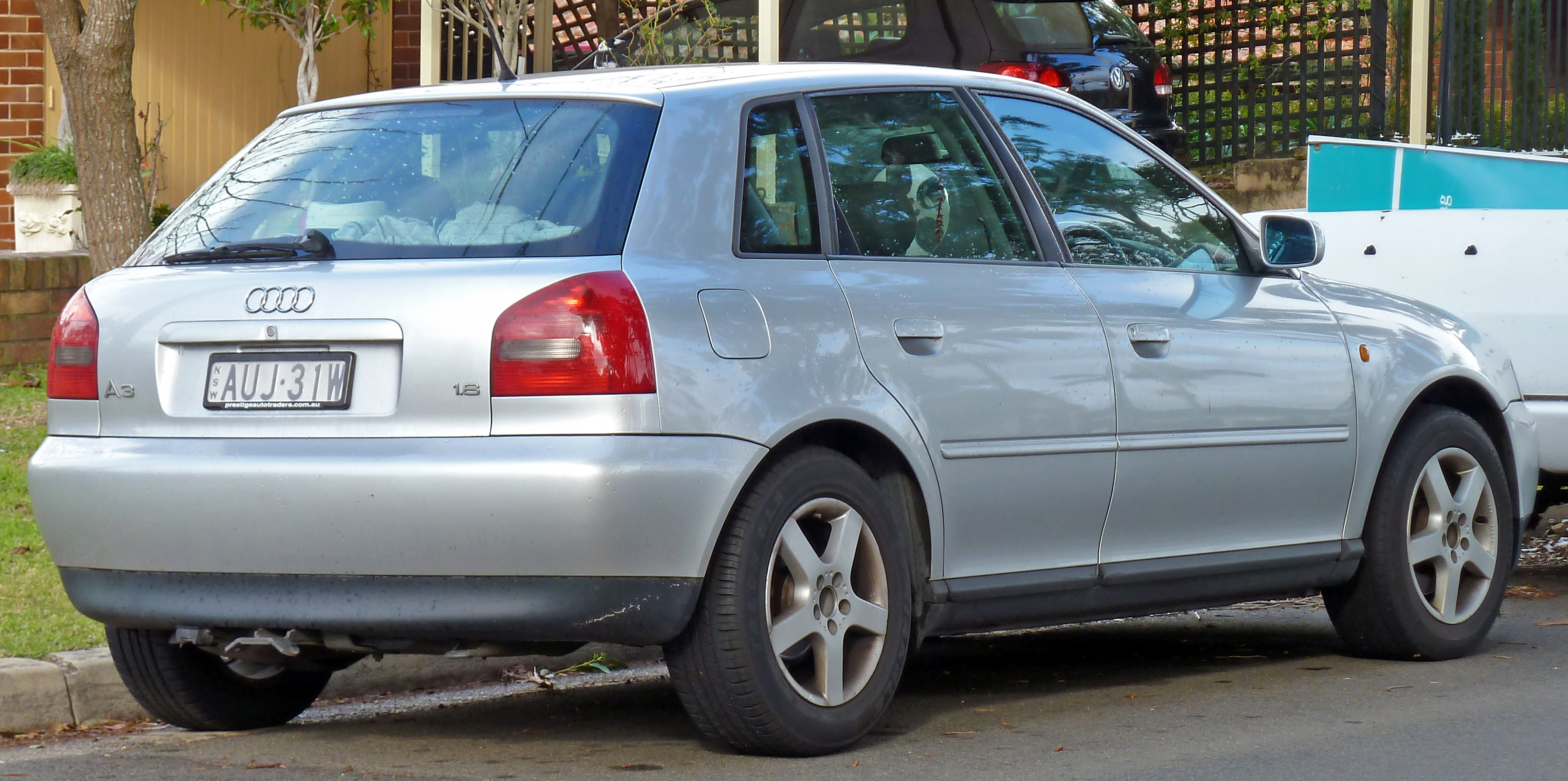
5ドア（前期型）
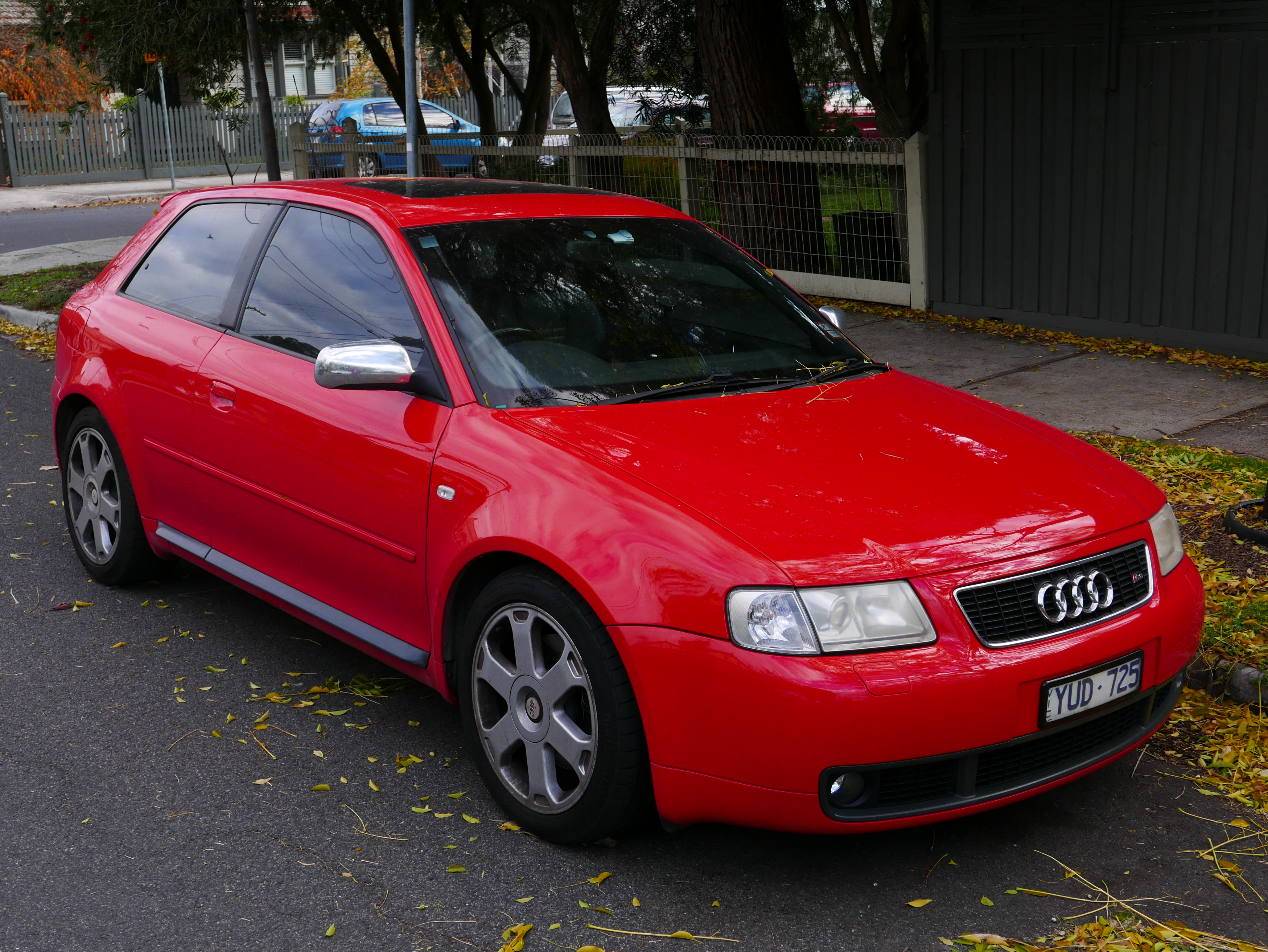
S3（前期型）
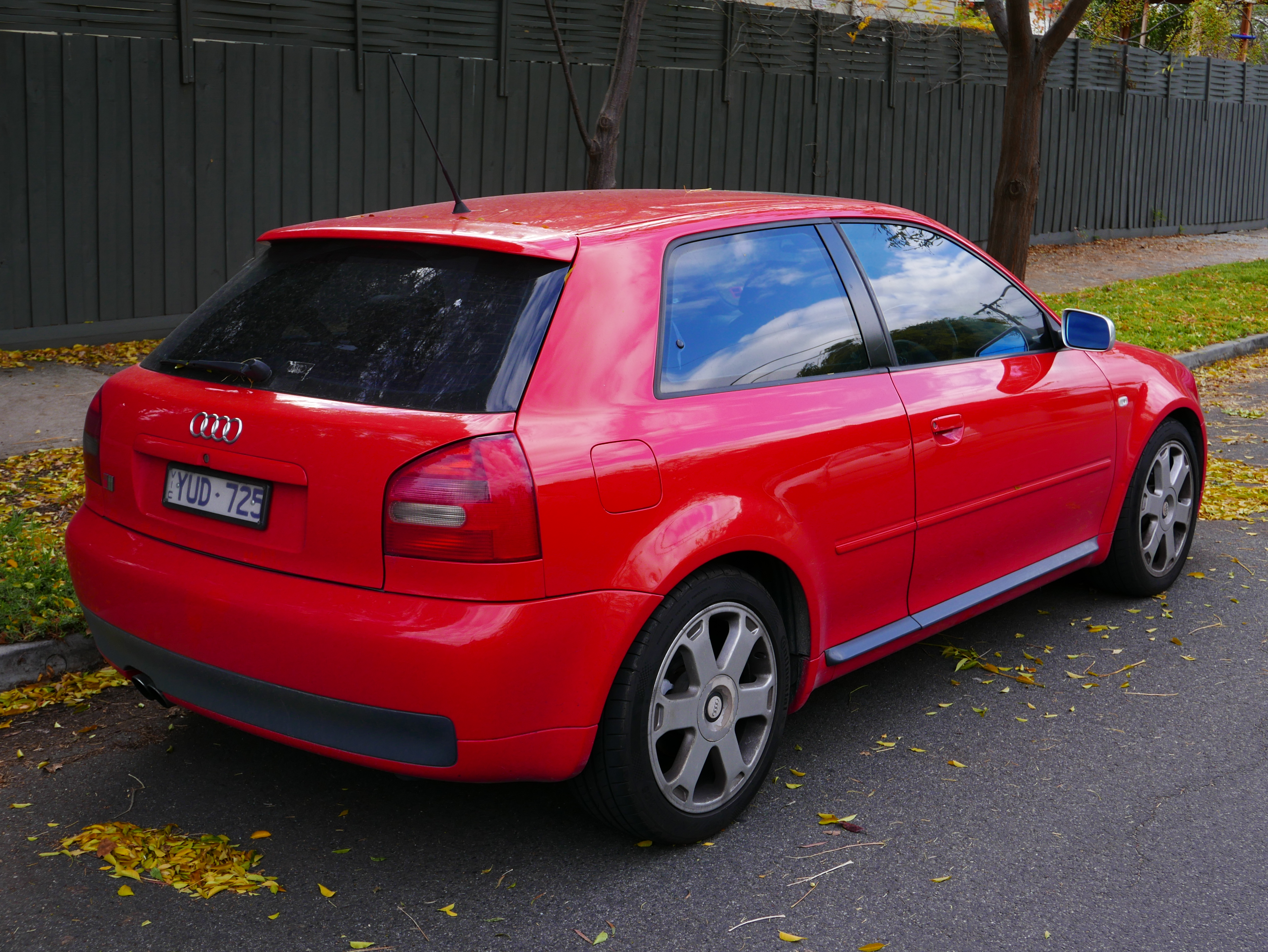
S3 （前期型）
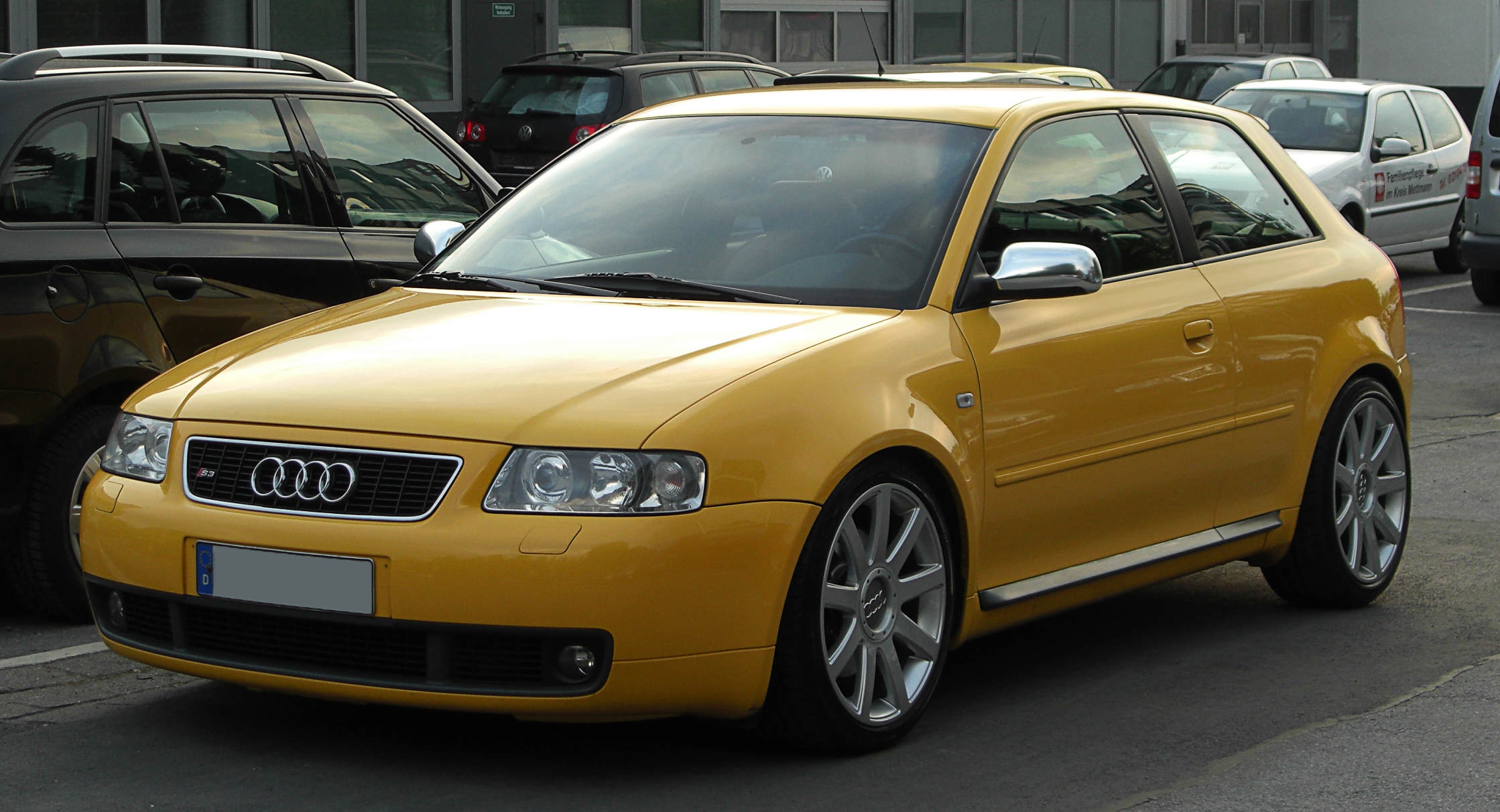
S3（後期型）
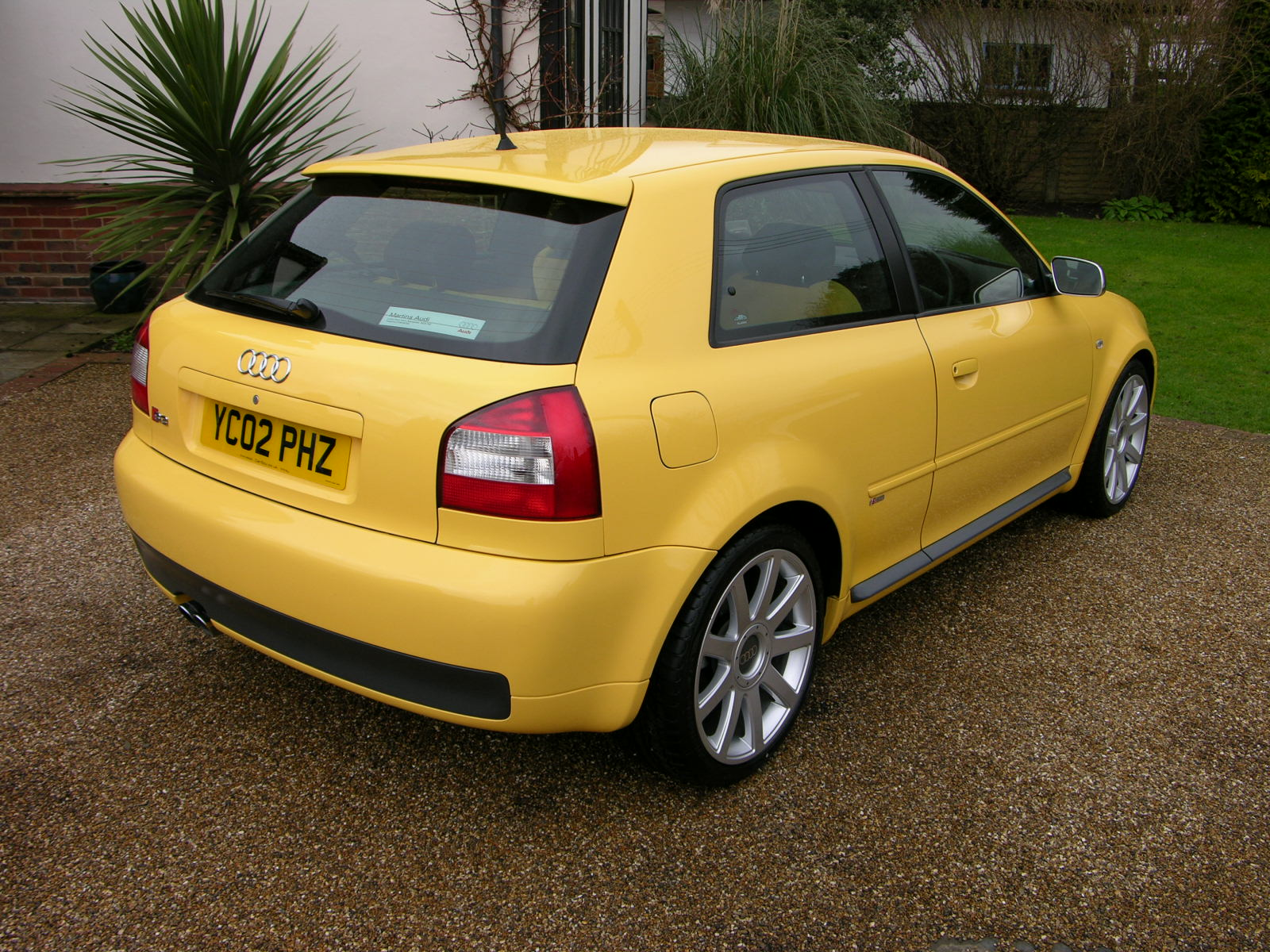
S3（後期型）

## 2代目（8P型、2003年 - 2012年）
2003年、3ドアモデルをフルモデルチェンジし、発売開始。
基本的なメカニズム、シャーシやエンジンなどをゴルフVと共有している。フロントグリルは、当時のアウディが採用していた「ダブルグリル」の形状であった。前後のフェンダーラインをつなぐ凹んだラインは、のちに登場する「シングルフレームグリル」をはめ込むためのデザインである。
パワートレインは、2種類のガソリンエンジンを用意する。「FSI」と名づけられた2.0L 直列4気筒DOHCの直噴エンジンがあり、6速ATの設定もある。最上級グレードに搭載される3.2L V型6気筒DOHCを積む「3.2 クワトロ」には、Sトロニックが組み合わされる。
2004年、5ドア車である「スポーツバック」が遅れてフルモデルチェンジ。3ドア車との外観上の違いは、シングルフレームグリルと横長のテールランプである。3ドア車と比して全長を70mm拡大しているが、ホイールベースは同一である。全長の拡大分はラゲッジスペースに充てられている。ラゲージスペースは370L（クワトロは302L）で、分割可倒式の後席を倒せば、1,120L（クワトロは1,052L）もの容積を確保する。
2005年、3ドア車がマイナーチェンジ。新たにシングルフレームグリルが装着された。
2007年12月、欧州にて「A3 カブリオレ」を発表。欧州市場での発売は翌2008年春頃となる。4人乗りで屋根はソフトトップ。屋根の開閉方式は、完全自動式と半自動式の2タイプが用意される。ただし、日本市場には正規輸入されなかった。

### 日本での販売
2003年7月9日、3ドアを発売開始。
2004年2月、1.6L 直列4気筒エンジンと6速AT（ティプトロニック）を組み合わせたエントリーグレード「アトラクション」が追加された。
同年10月22日、5ドア「スポーツバック」を追加発売。グレードは、3ドアにも用意されている2.0L 直列4気筒エンジン+ティプトロニック付き6速AT（FF）の「2.0 FSI」と、3.2L V型6気筒エンジン+6速Sトロニック（4WD）の「3.2 クワトロ」に加えて、新開発の2.0L 直列4気筒直噴ターボ+6速Sトロニック（FF）の「2.0 TFSI」が新設定された。ただし、3ドアに設定のある「アトラクション」は設定されなかった。
2005年8月、スポーツバックに「アトラクション」を追加設定。同時に、全グレードに「オープンスカイルーフ」がオプションとして加わった。また「2.0 FSI」と「3.2 クワトロ」には、「Sラインパッケージ」がオプションで用意された。併せて、3ドア車のグリルがシングルフレームグリルに変更された。
2006年7月、3ドアモデルが廃止され、スポーツバックのみの設定となった。
2007年4月25日、従来の「2.0 FSI」に代わり、1.8L 直列4気筒直噴ターボ+6速Sトロニック（FF）の「1.8 TFSI」が追加された。
2008年9月25日、フェイスリフトモデル（後期型）を発表。グリルや前後ライトを中心に、内外装のデザインが刷新された。インテリアでは、リヤアームレストとカップホルダーが標準装備となった。安全面ではリヤサイドエアバッグ、坂道発進時の後退を防ぐ「アウディヒルホールドアシスト」を標準装備とした。パワートレインも変更され、1.4L 直列4気筒直噴ターボ+7速Sトロニック（FF）の「1.4 TFSI」と、1.8L 直列4気筒直噴ターボ+7速Sトロニック（FF）の「1.8 TFSI」、2.0L 直列4気筒直噴ターボ+6速Sトロニック（4WD）の「2.0 TFSI クワトロ」が導入された。FF車のトランスミッションは7速Sトロニックに改められた。なお「3.2 クワトロ」は廃止された。
2009年2月2日、高性能モデル「S3」を発表。「2.0 TFSI クワトロ」をベースに、専用に強化・改良された2.0 TFSIエンジンを搭載する。トランスミッションは6速Sトロニックで、0-100km/h加速は5.6秒である。磁性体を利用した連続可変ダンピングシステム「アウディマグネティックライド」にも専用のチューニングを施している。エクステリアは、クロームのダブルラインを垂直に施した専用シングルフレームグリル、アルミ調ドアミラー、18インチアルミホイールを装備する。インテリアはアルカンタラ+本革の専用スポーツシート、フラットボトム形状のマルチファンクション&パドルシフト付本革巻3スポークステアリングホイールを装備する。
同年7月22日、A3およびS3に仕様変更。A3の「1.4 TFSI」では「S-lineパッケージ」をオプション設定した。A3の「2.0 TFSI クワトロ」は10･15モード燃費を向上させたほか、HDDナビゲーションシステム、マルチファンクションステアリングホイールを標準装備とした。S3はアウディマグネティックライドを標準装備とした。
2010年1月28日、A3の特別仕様車「S-line plus Limited」を250台限定で発売。「1.8 TFSI」をベースに、「S-lineパッケージ」、特別仕様車専用の「7ツインスポークデザイン Audi exclusive 18インチ アルミホイール」、アウディ マグネティックライド、ピアノブラックデコラティブパネルを特別装備する。外装色は特別色のミサノレッドパールエフェクトおよびモンツァシルバーメタリックのほか、ファントムブラックパールエフェクト、アイビスホワイトの計4色が設定される。
同年3月24日、「1.4 TFSI」において搭載されるエンジンに改良が施され、燃費が向上した。これにより、平成22年燃費基準＋25%を達成するとともに、平成17年排出ガス基準75%低減レベル（4つ星）に認定され、アウディ初のエコカー減税対象車となった。
同年7月21日、A3およびS3に仕様変更。従来のHDDナビゲーションシステムが、Googleとの連携機能やリヤビューカメラを装備する新型のSDナビゲーションシステムに置き換わった。また、外装色にボルケーノレッドメタリックとスクーバブルーメタリックの2色を追加したほか、小型ドアミラーやクローム仕上げのドアハンドル、光沢を増した新カラーのシングルフレームグリルやＢピラーを採用した。
2011年9月13日、「1.4 TFSI」において、新たに「スタートストップシステム」（アイドリングストップ機構）を搭載した。

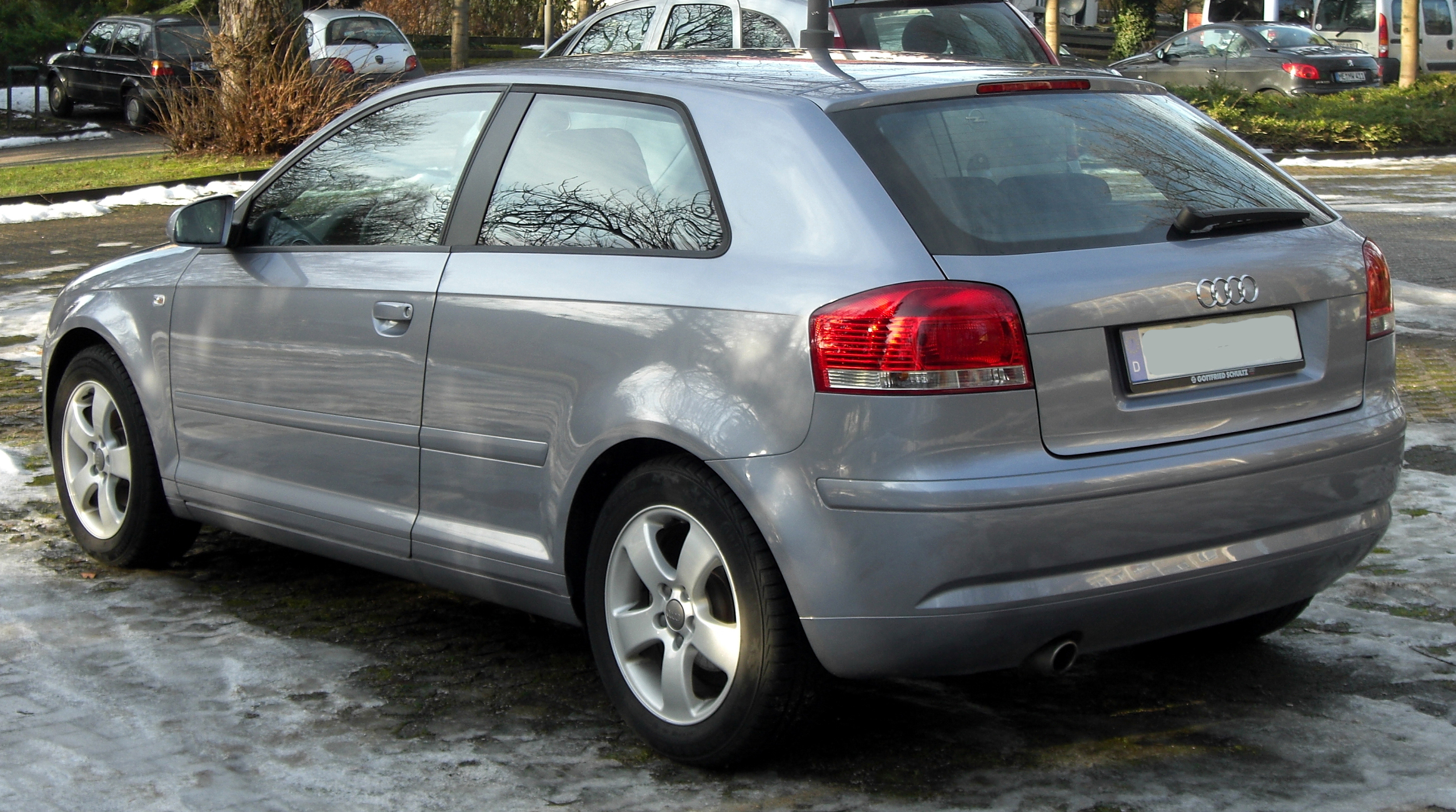
3ドア（前期型）
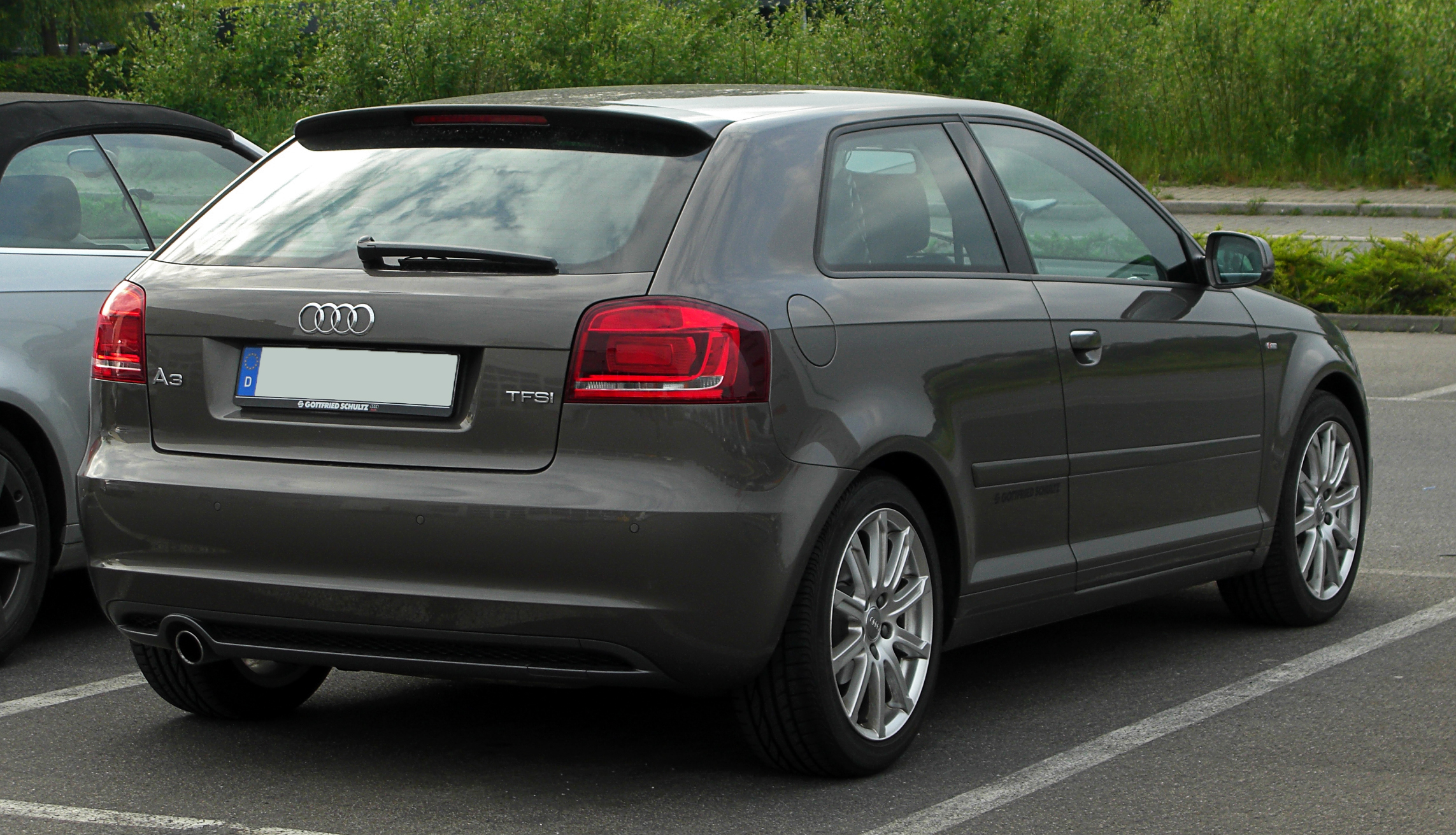
3ドア（後期型）
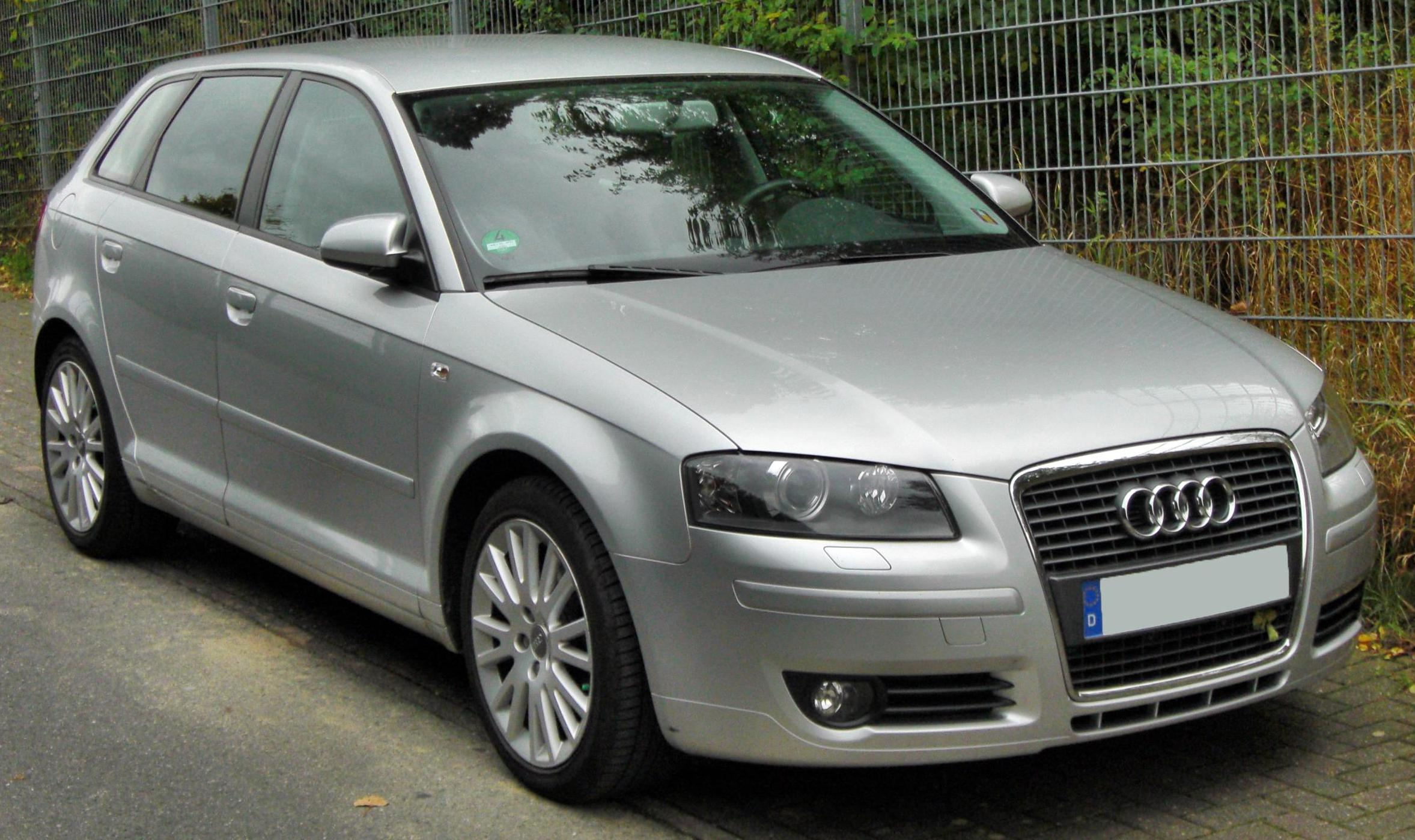
スポーツバック（前期型）
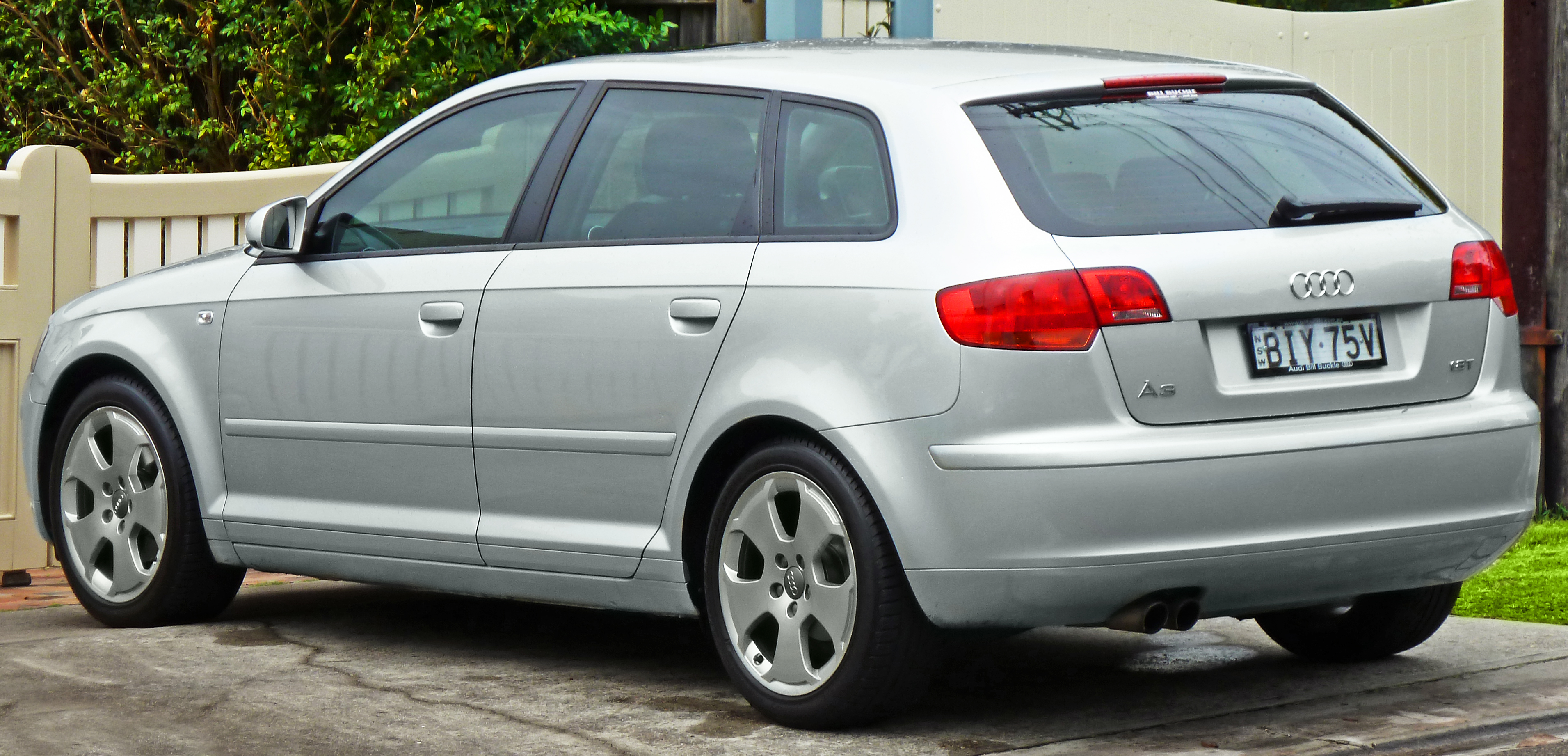
スポーツバック（前期型）
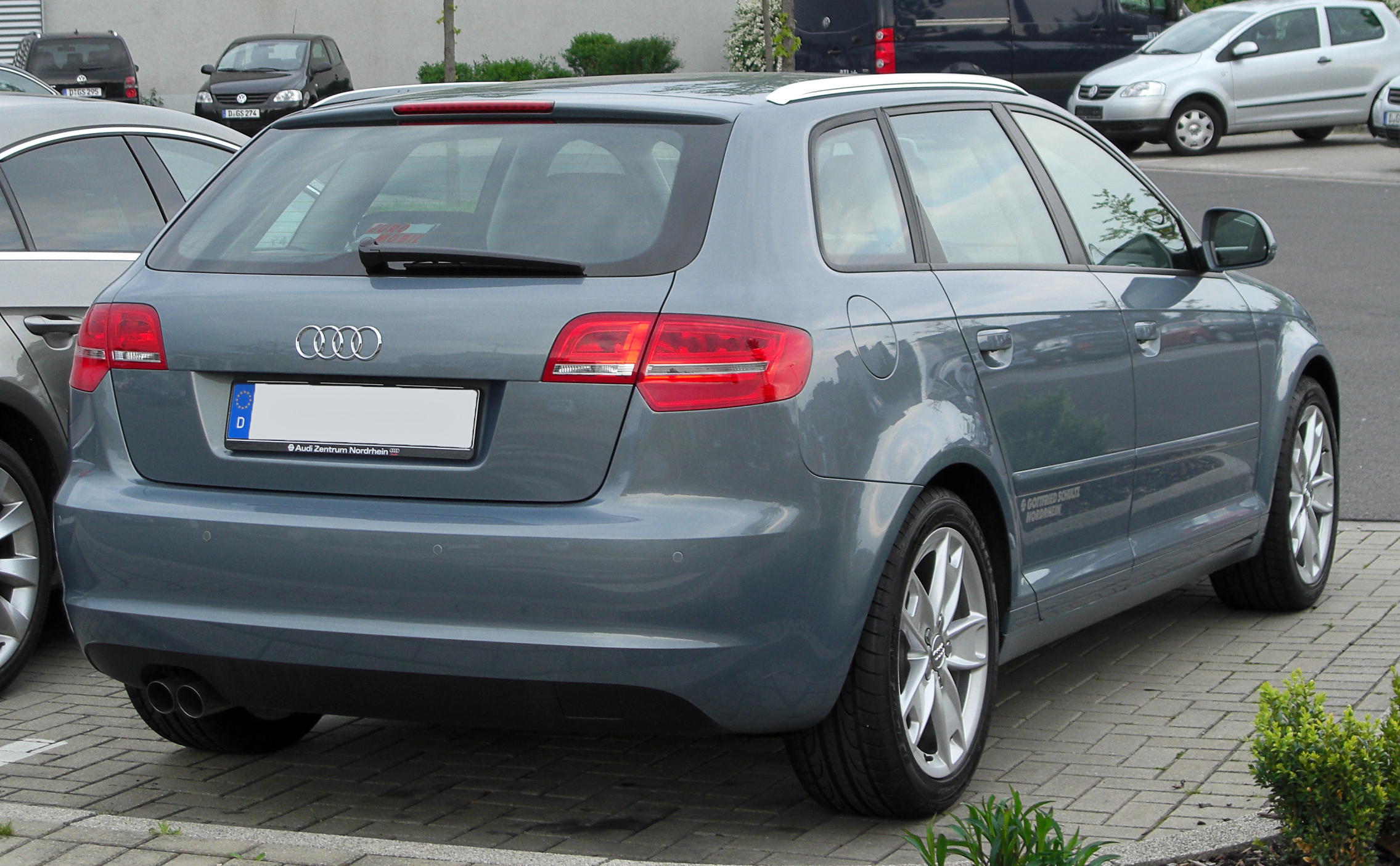
スポーツバック（後期型）
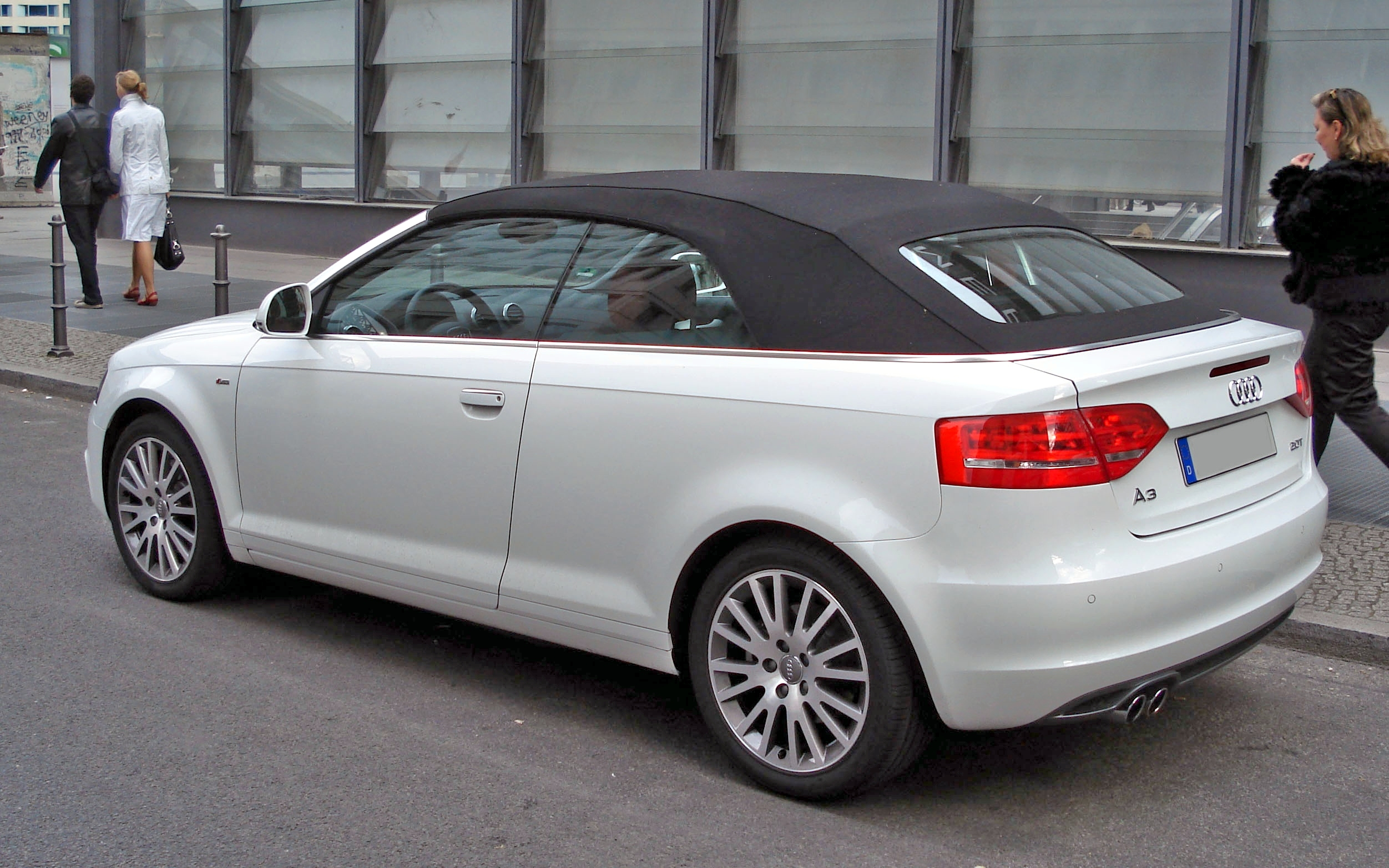
カブリオレ
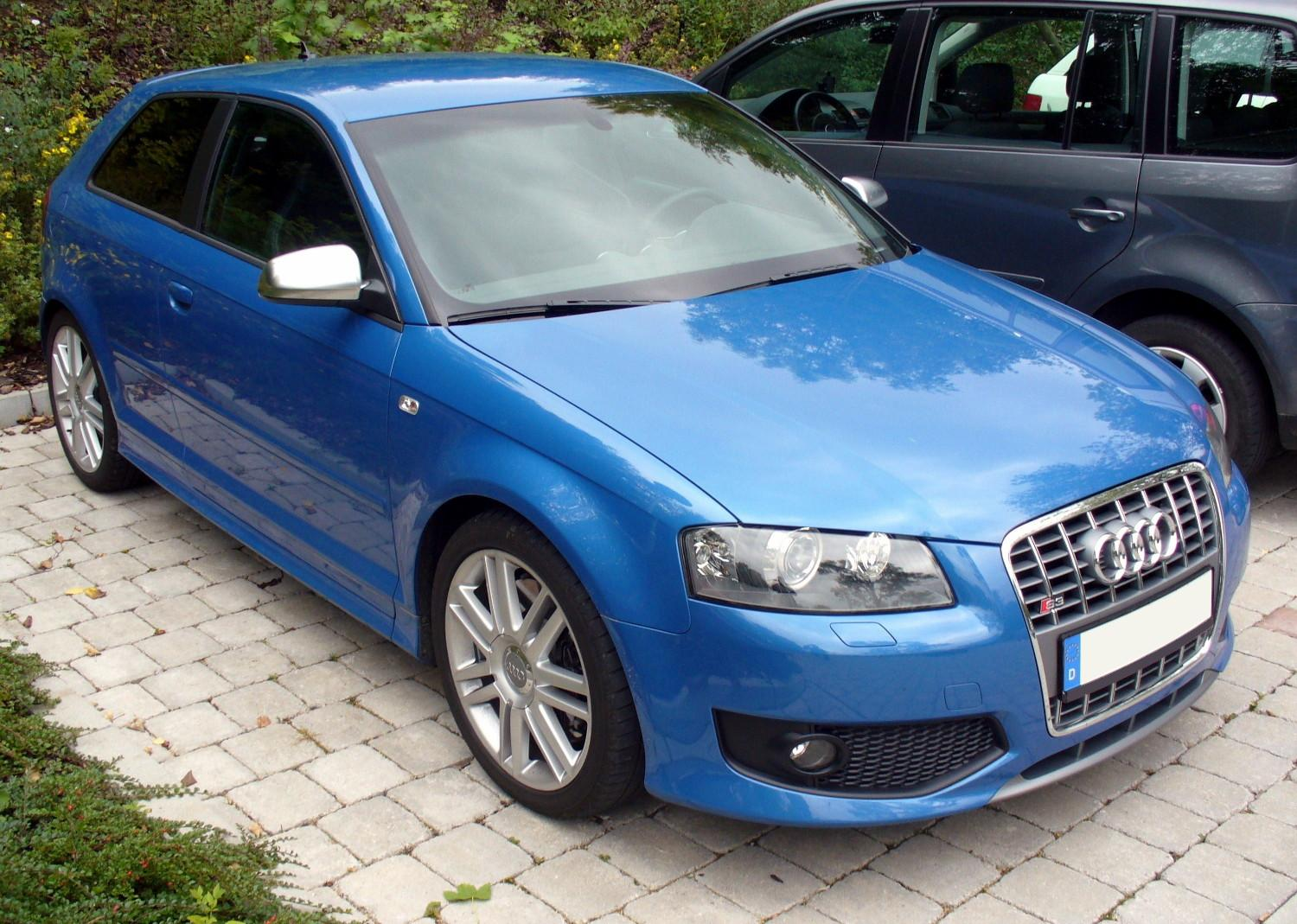
S3（前期型）
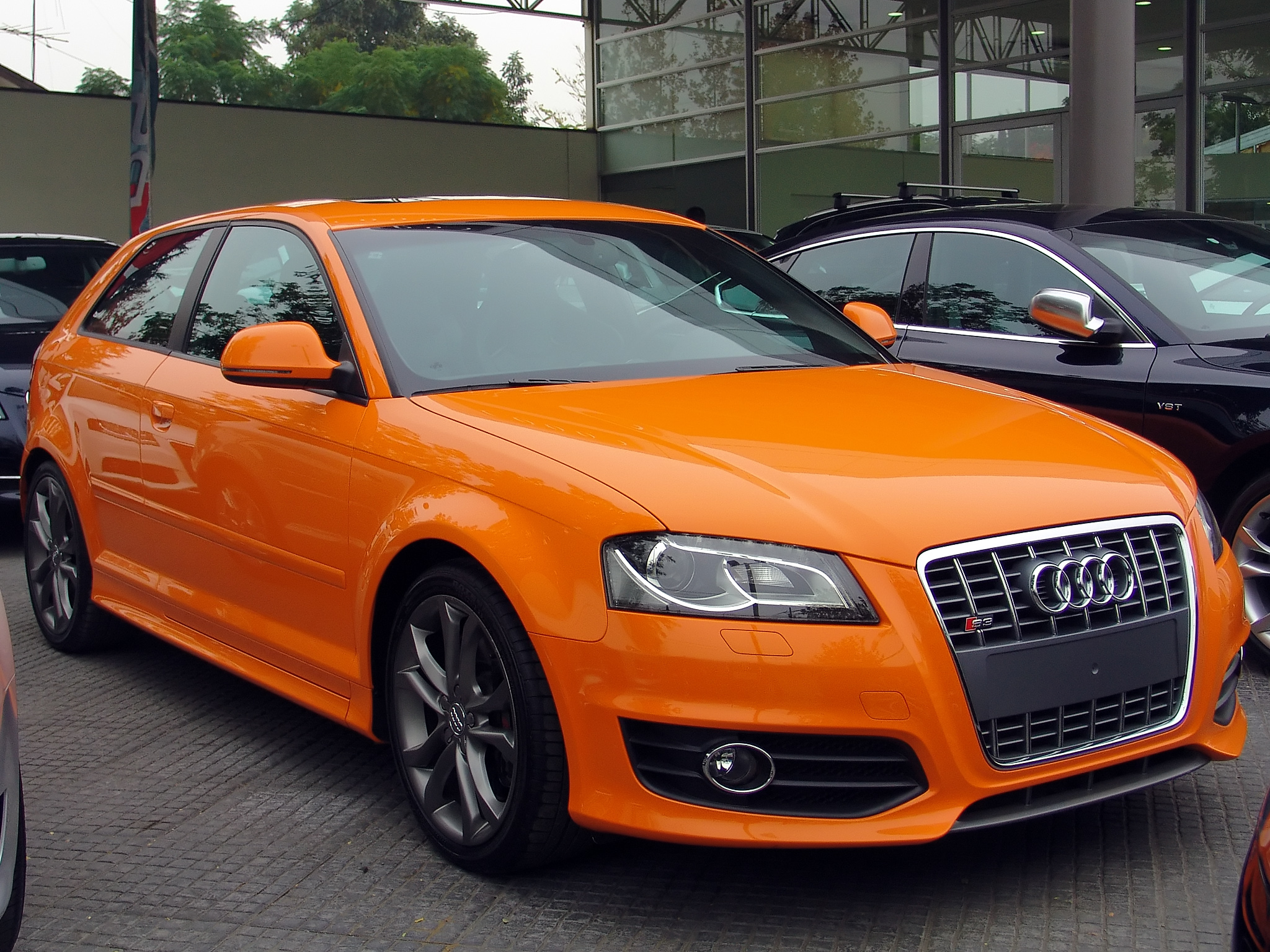
S3（後期型）

## 3代目（8V型、2013年 - 2021年）
2012年3月6日、ジュネーヴモーターショー2012にて、3ドアモデルが発表された。基本骨格は、モジュールプラットフォーム「MQB」を採用している。
同年9月27日、パリモーターショーにて、5ドアモデル「スポーツバック」を初公開。最高出力で140ps、最大トルクで25.5kgmを発揮する、1.4L 直列4気筒・直噴ガソリンエンジンの「1.4TFSI」と、最高出力で180ps、最大トルクで25.5kgmを発揮する、1.8L 直列4気筒・直噴ガソリンエンジンの「1.8TFSI」が用意される。
併せて、3ドアの「S3」を初公開。A3をベースに開発された高性能モデルで、最高出力300ps/5500rpm、最大トルク38.7kgm/1800-5500rpmを発揮する2.0L 直列4気筒ガソリン直噴エンジンの「2.0TFSI」を搭載している。トランスミッションは6速MTと6速Sトロニックが用意される。駆動方式はクワトロ（フルタイム4WD）。0-100km/h加速は5.1秒（6速MTは5.4秒）、最高速度は250km/h（リミッター作動）である。
2013年3月5日、ジュネーヴモーターショー2013にて、プラグインハイブリッド仕様の「A3 e-tron」を初公開。最高出力150psを発揮する1.4L 直列4気筒・TFSIエンジンと、最高出力102psを発揮するモーターを搭載しており、全体の最高出力は204ps、最大トルクは35.7kgmとなっている。トランスミッションは6速Sトロニックが組み合わされ、ECE測定方式の欧州複合モード燃費は66.6km/L、CO2排出量は35g/kmである。
併せて、天然ガス（CNG）車の「A3 スポーツバック g-tron」を初公開。1.4L 直列4気筒・TFSIエンジンをベースに、シリンダーヘッドやターボチャージャー、吸排気系を変更し、最高出力は110ps、最大トルクは20.4kgmを発揮する。またトランク床下には、CFRP（カーボンファイバー強化樹脂）と特殊ポリマーの二層構造からなる2個のCNGタンクを配置している。翌2014年2月13日、ドイツで受注を開始した。加えて、5ドアの「S3 スポーツバック」を初公開。パワートレインは3ドアモデルに準ずる。
同年3月27日、欧州にて、歴代初の4ドアセダンを発表。グレードは「1.4TFSI」と「1.8TFSI」に加え、最高出力で150ps、最大トルクで32.6kgmを発揮する、2.0L 直列4気筒・ディーゼルエンジンの「2.0TDI」が用意される。トランスミッションは、全てのモデルに6速MTとSトロニックが用意される。全幅は1,795mmに抑えられており、コンパクトなセダンを望む、日本のユーザーに応えた結果である。
併せて、高性能モデルの「S3 セダン」を発表。パワートレインは、先行してリリースされた3ドアおよびスポーツバックに準ずる。
同年8月4日、欧州向けの3ドアモデルおよびスポーツバックに「1.6TDI ウルトラ」を設定した。1.6L 直列4気筒・直噴ディーゼルエンジン「TDI」を搭載する。
同年9月8日、欧州にてカブリオレを発表。ルーフはソフトトップで、開閉操作は電動油圧式となる。開閉にかかる時間は約18秒で、50km/h以下なら開閉の操作が可能である。
2014年3月4日、ジュネーヴモーターショー2014にて「S3 カブリオレ」を初公開。エンジンは3ドアやスポーツバックに準ずるが、トランスミッションは6速Sトロニックのみとなる。0-100km/h加速は5.4秒、最高速度は250km/h（リミッター作動）を実現している。
同年5月30日、欧州向けの3ドアモデル、スポーツバックセダンおよびカブリオレに「1.4TFSI ウルトラ」を設定した。「1.4TFSI」をベースに、優れた燃費性能を追求したモデルである。燃費性能は21.3km/L（欧州複合モード）、CO2排出量は109g/kmを実現した。
2016年4月6日、欧州にて3ドアモデル、スポーツバック、セダンおよびカブリオレのマイナーチェンジモデル（フェイスリフト）を発表。六角形が強調された新デザインのシングルフレームグリルやヘッドライト、前後バンパー、テールランプなど、エクステリアを中心に改良された。パワートレインは、最高出力115hp、最大トルク20.4kgmを発揮する、1.0L 直列3気筒・TFSI直噴ガソリンターボを新たに設定した。併せて「A3 スポーツバック g-tron」と「A3 スポーツバック e-tron」、S3、S3 スポーツバック、S3 セダン、S3 カブリオレのマイナーチェンジモデルを発表。ベース車に準じて、エクステリア等が変更された。なお、S3のエンジンは最高出力を310hpに、最大トルクを40.8kgmに強化した。

### 日本での販売
5ドアハッチバックの「A3/S3 スポーツバック」と、4ドアセダンの「A3/S3 セダン」のみが正規輸入された。3ドアハッチバックの「A3/S3」と、オープンカーの「A3/S3 カブリオレ」は未導入となる。
2013年9月3日、「A3 スポーツバック」を発表（同月17日から発売）。ラインアップは1.4L 直列4気筒・直噴ガソリンエンジンを搭載する「1.4TFSI」と、気筒休止システム（COD）を備える「1.4TFSI シリンダー オン デマンド」、1.8L 直列4気筒・直噴ガソリンエンジンを搭載する「1.8TFSI クワトロ」の3モデル。1.4L車はFF、1.8L車はクワトロとなる。トランスミッションは、1.4L車に7速Sトロニックを、1.8L車に6速Sトロニックをそれぞれ組み合わせる。歴代初となるMMIや電動パーキングブレーキが標準装備となった。ボディは先代と比べると大型化され、同時にホイールベースも60mm拡大されたことで、室内と後席のスペースが広くなった。しかし、オーバーハングを切り詰めたため、全長は+35mmに留まっている。なお、当モデルは、日本初のWi-Fi搭載車種となる。
同年11月、高性能モデルの「S3 スポーツバック」を販売開始。専用デザインのバンパーや4本出しのマフラーなどを装備している。パワートレインは基本的に欧州仕様に準ずるが、出力が異なる（最高出力は280ps、最大トルクは38.8kgm）。
2014年1月14日、「A3 セダン」および「S3 セダン」が追加発表された。仕様や装備はスポーツバックに準ずる。
同年8月20日、A3およびS3の装備・仕様を一部変更し、発売。「1.4TFSI シリンダー オン デマンド」と「1.8TFSI クワトロ」に、自動緊急ブレーキ機能付きアダプティブクルーズコントロール（ACC）を標準装備としたほか、S line パッケージとLEDライトパッケージ（ヘッドライト＋ルームライト）をオプションで設定した。「S3」は、最高出力を5ps向上させた285psとする一方で、燃費性能は据え置き（JC08モードで14.4km/L）とした。またLEDライトパッケージ（ヘッドライト＋ルームライト）をオプションで設定した。
2015年10月26日、プラグインハイブリッドカー（PHEV）の「A3 スポーツバック e-tron」を、同年11月12日に発売すると発表した。最高出力150ps（110kW）を発揮する1.4 TFSIエンジンと、最高出力109ps（80kW）を発揮するモーターを搭載し、全体の最高出力は204ps（150kW）、最大トルクは35.7kgm（350Nm）となっている。トランスミッションは6速Sトロニックで、FFとなる。また、燃費性能はハイブリッドモードで23.3km/L（JC08モード）、EVモードで52.8km（フル充電、国土交通省審査値）である。エクステリアは前後バンパーやシングルフレームグリル、サイドスカートなどをよりスポーティな形状に変更したほか、ホイールも専用デザインとなっている。
2016年8月25日、S3に特別仕様車「urban sport limited」を、スポーツバック（35台限定）とセダン（40台限定）に設定し発売。専用の18インチアルミホイールやLEDライトパッケージなどを装備する。
2017年1月26日、A3およびS3に、マイナーチェンジモデル（フェイスリフト）を発表・発売。A3には従来の「1.8TFSI クワトロ」に代わり、2.0L 直列4気筒・直噴ガソリンエンジンを搭載する「2.0TFSI クワトロ」が新たに設定された。さらに、17インチアルミホイールを装備する「sport」グレードも追加設定された。加えて、衝突被害軽減ブレーキの「アウディ プレセンス フロント」を含め、ACCを全車に標準装備とした。TTやA4などに採用されている、フルデジタルの多機能ディスプレイ「バーチャルコックピット」もオプションで用意される。S3は、エンジンの最高出力を引き上げる（285ps→290ps）とともに、7速Sトロニックが新たに採用された。
2018年5月7日、A3に特別仕様車「S line techno limited」を、スポーツバック（375台限定）とセダン（250台限定）に設定し、発売。S lineパッケージ、専用18インチアルミホイール、ルーフレール、マトリクスLEDヘッドライトを装備する。
同年9月20日、A3およびS3の装備・仕様を一部変更し、発売。オプション装備が追加されたほか、セダンの「sport」に装備されるアルミホイールのデザインが変更された。S3には、3分割可倒式リアシートが採用された。
2019年4月8日、A3に特別仕様車「S line dynamic limited」を、スポーツバック（375台限定）とセダン（250台限定）に設定し、発売。S lineパッケージ、ナビゲーションパッケージ、アシスタンスパッケージ、Audi Sport専用18インチアルミホイール、ルーフレール（スポーツバックのみ）などを装備する。
同年7月17日、A3に特別仕様車「S line black styling」を、スポーツバック（315台限定）とセダン（200台限定）に設定し、発売。
同年11月19日、A3に特別仕様車「black styling」を、スポーツバック（375台限定）とセダン（250台限定）に設定し、発売。シングルフレームグリル、ドアミラー、ルーフレールをブラック塗装としたほか、Audi Sport製18インチアルミホイールを装備する。
2020年4月14日、A3に特別仕様車「Signature Edition」を設定し、発売。今までオプション設定だった装備を標準装備とした。

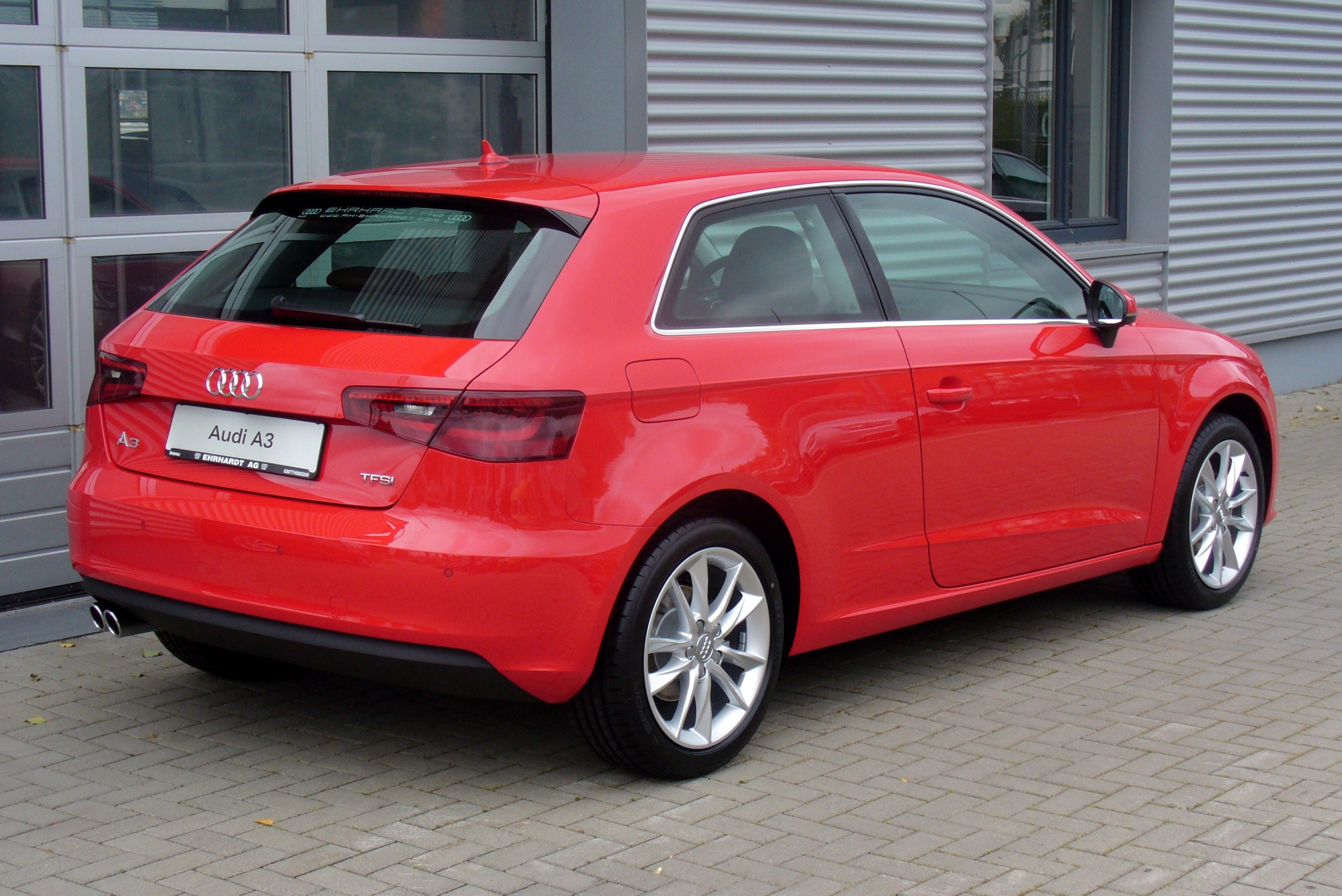
A3（前期型）
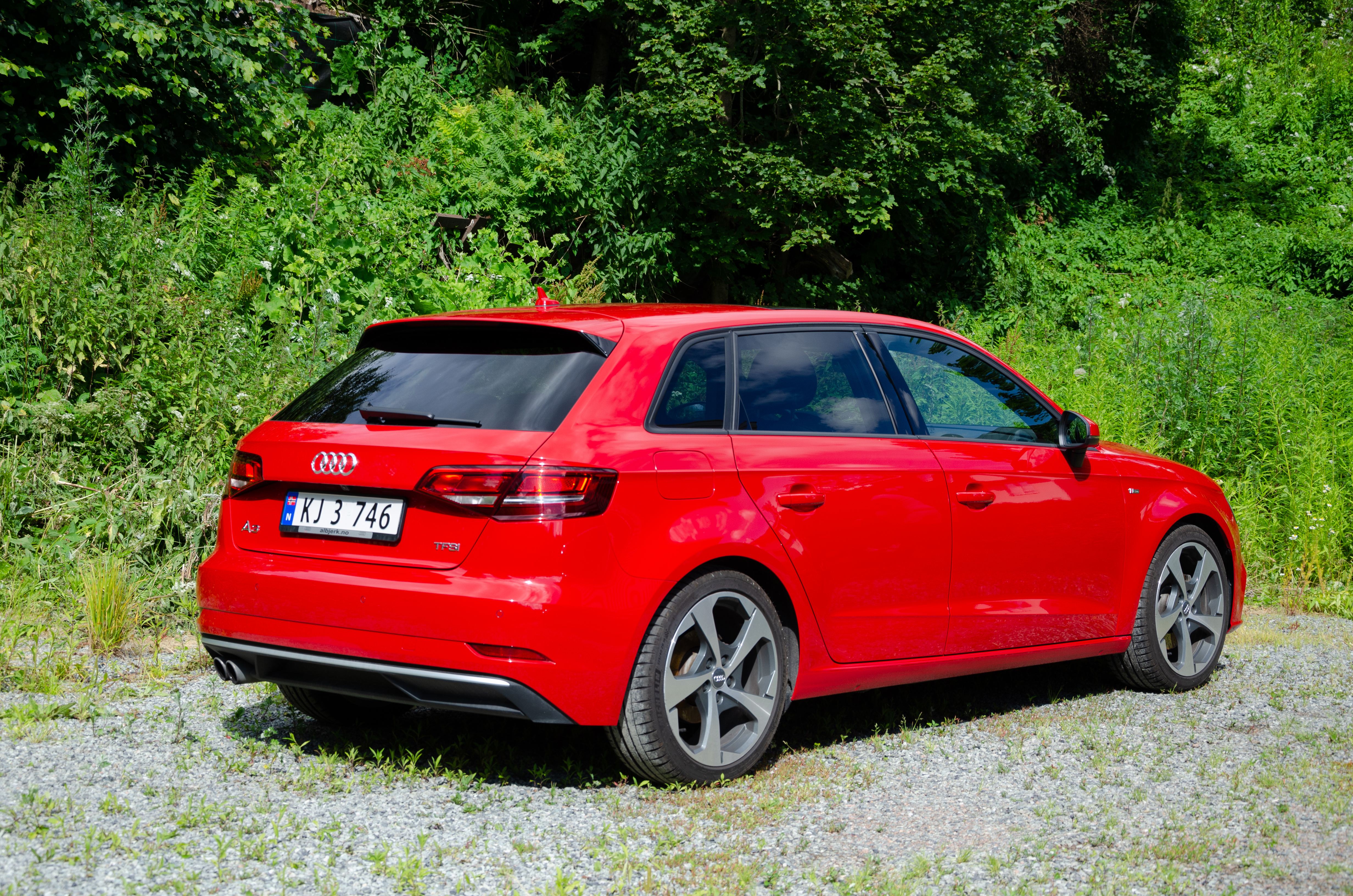
A3 スポーツバック（後期型）
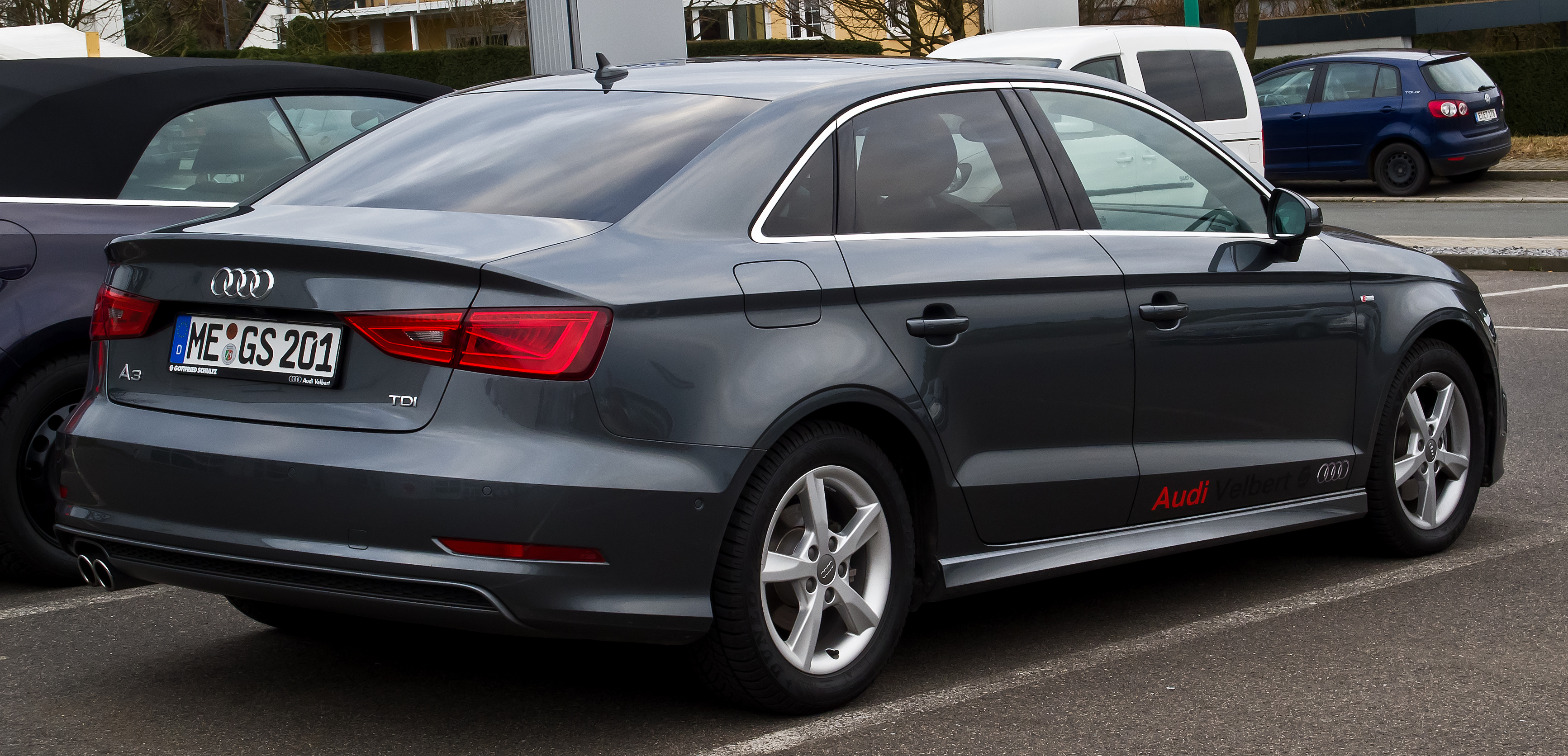
A3 セダン（前期型）
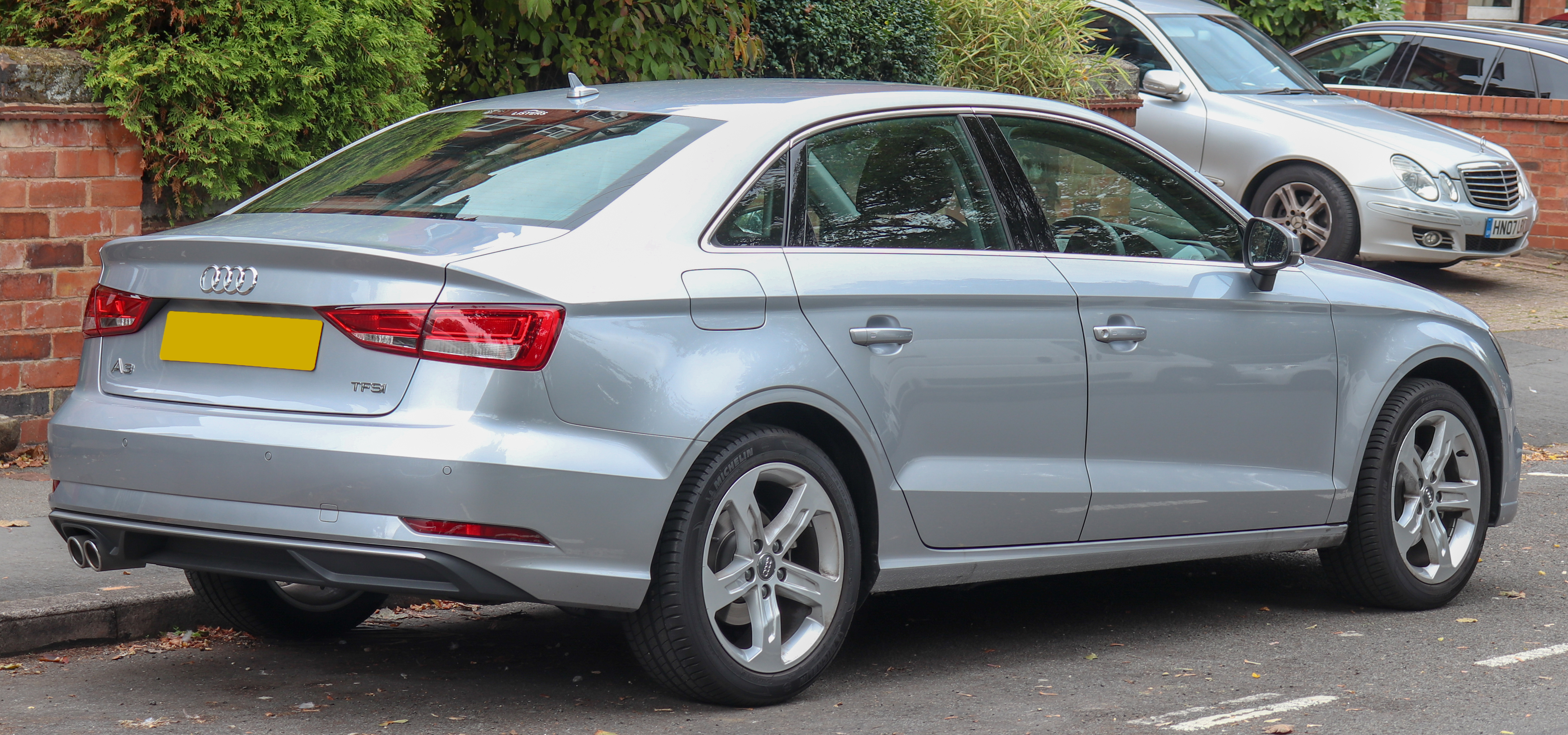
A3 セダン（後期型）
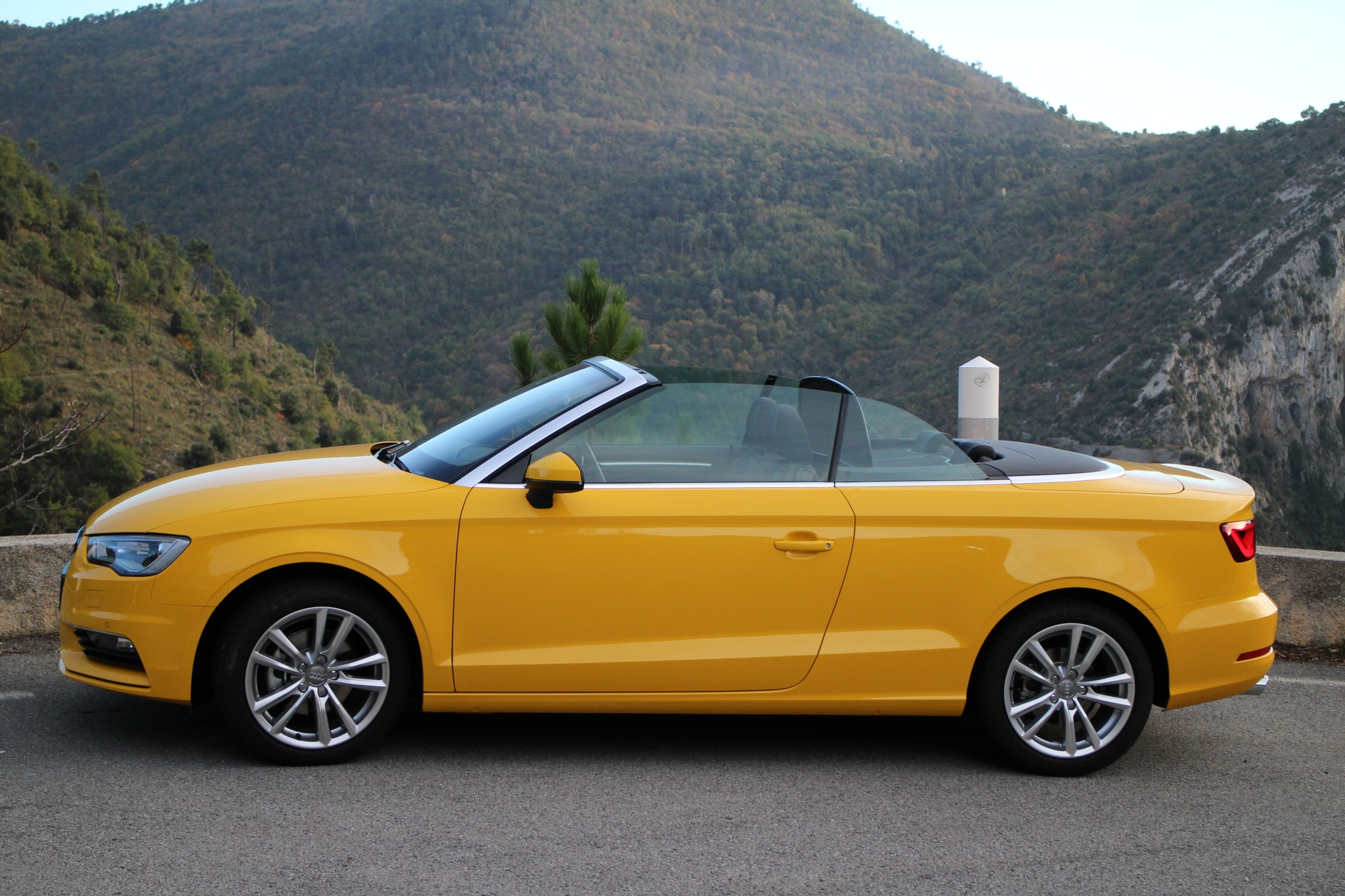
A3 カブリオレ（前期型）
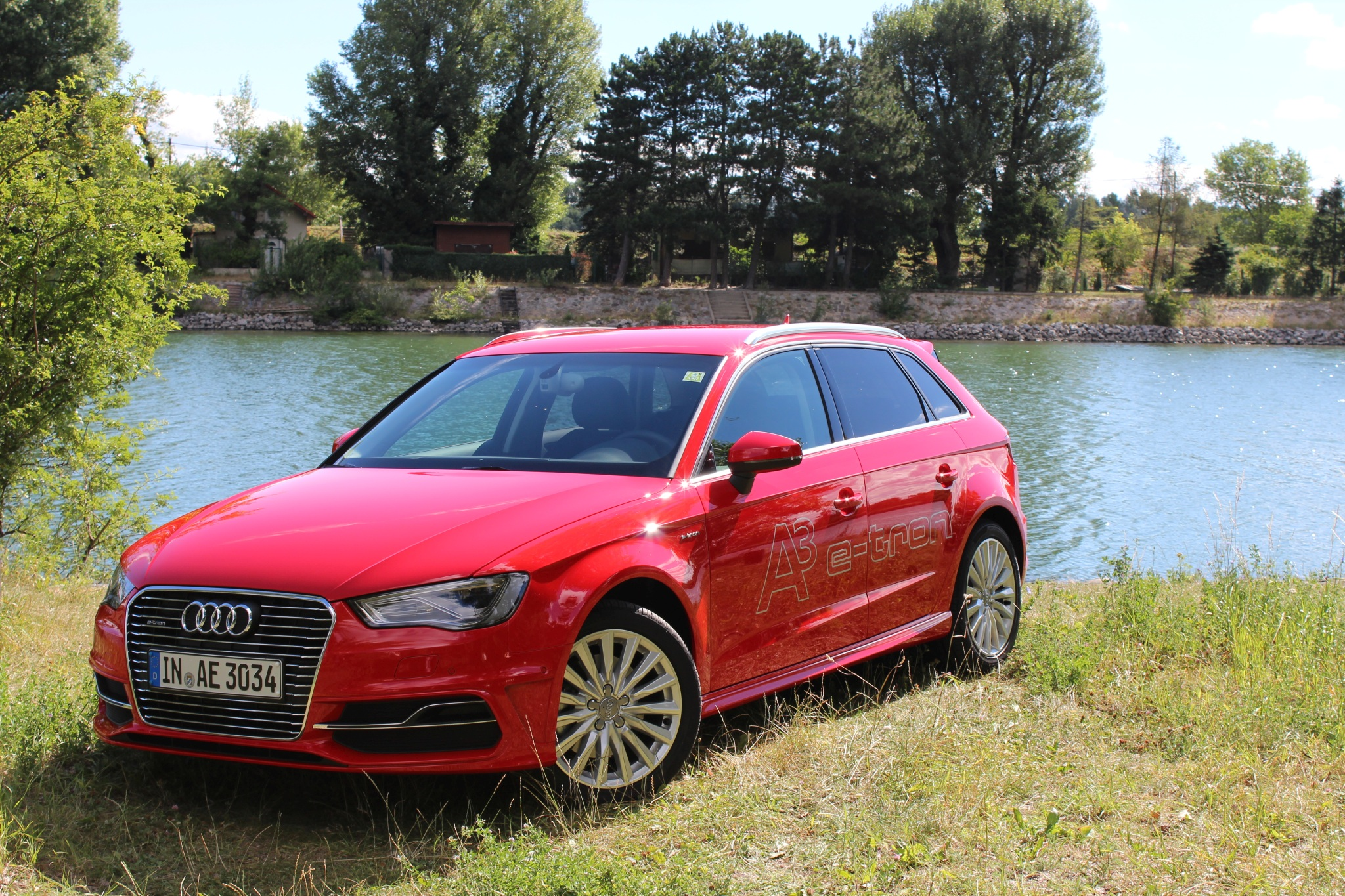
A3 スポーツバック e-tron（前期型）
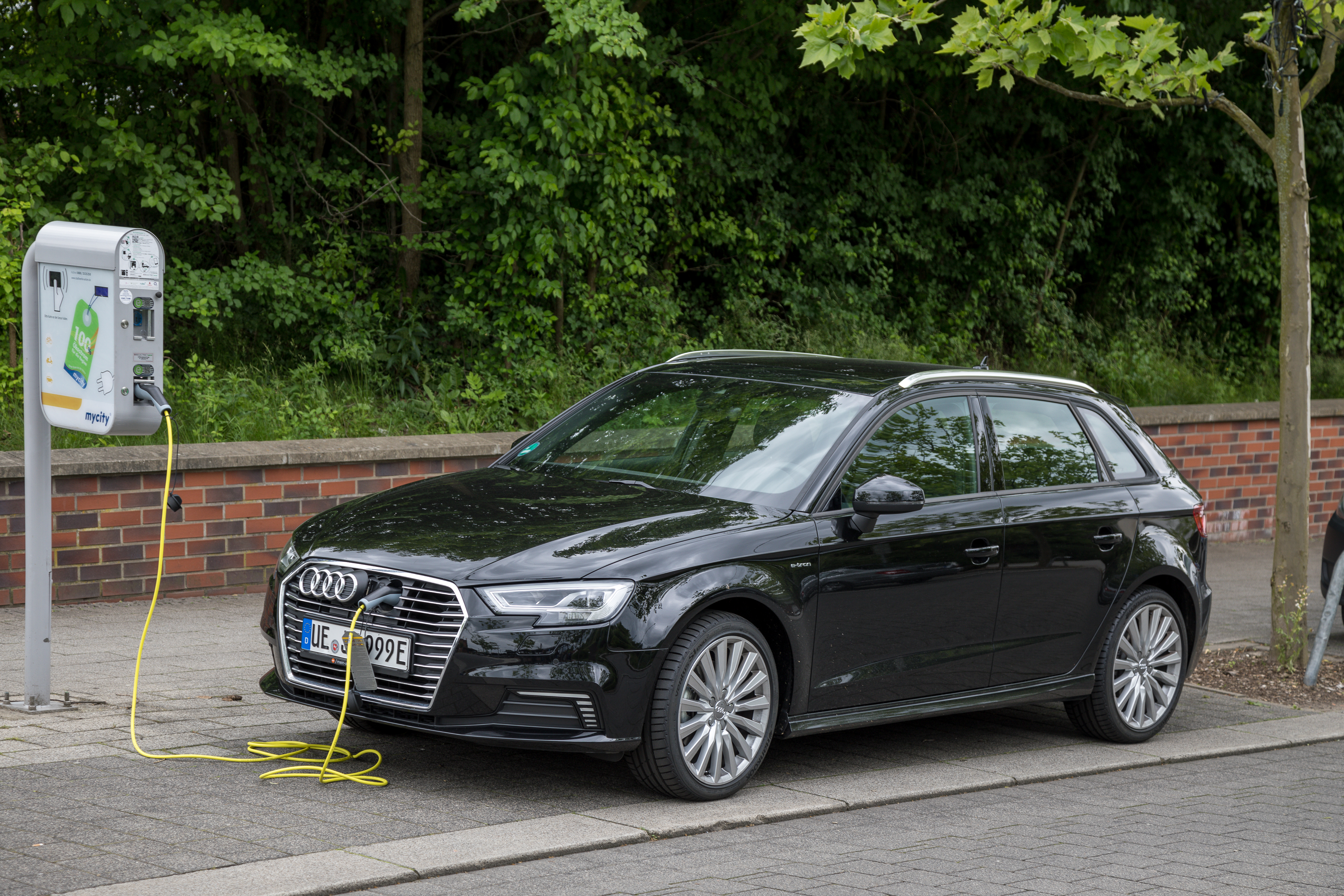
A3 スポーツバック e-tron（後期型）
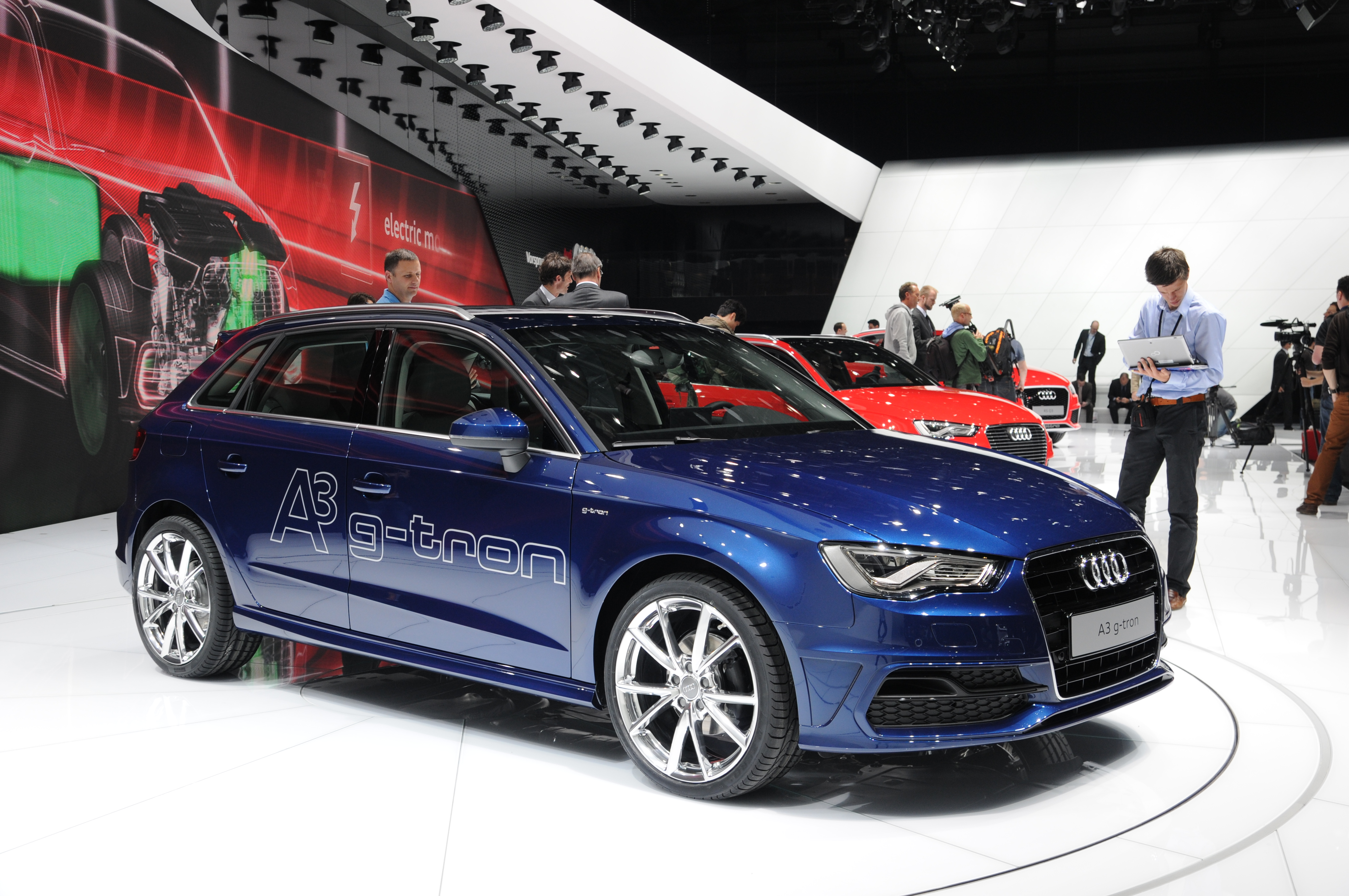
A3 スポーツバック g-tron（前期型）
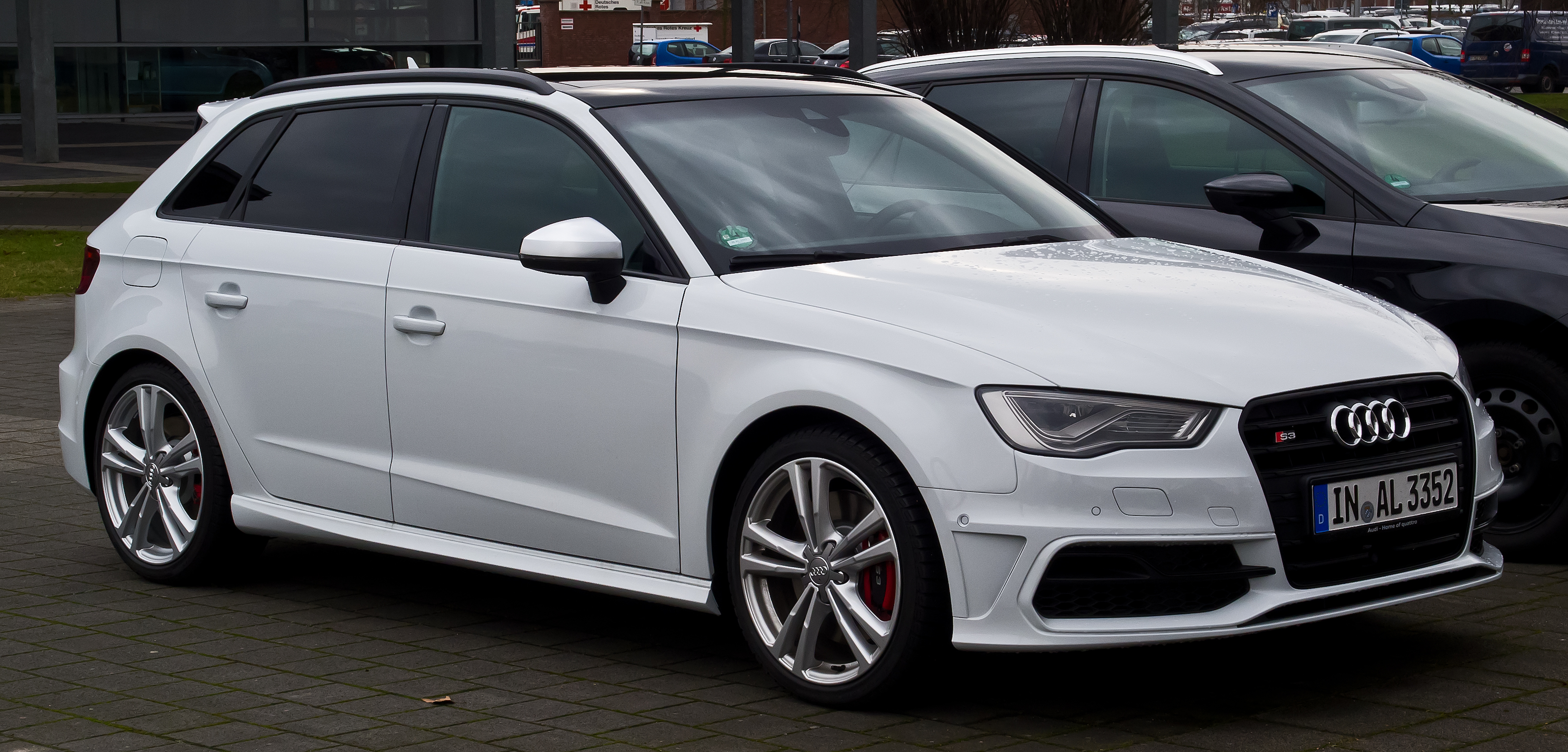
S3 スポーツバック（前期型）
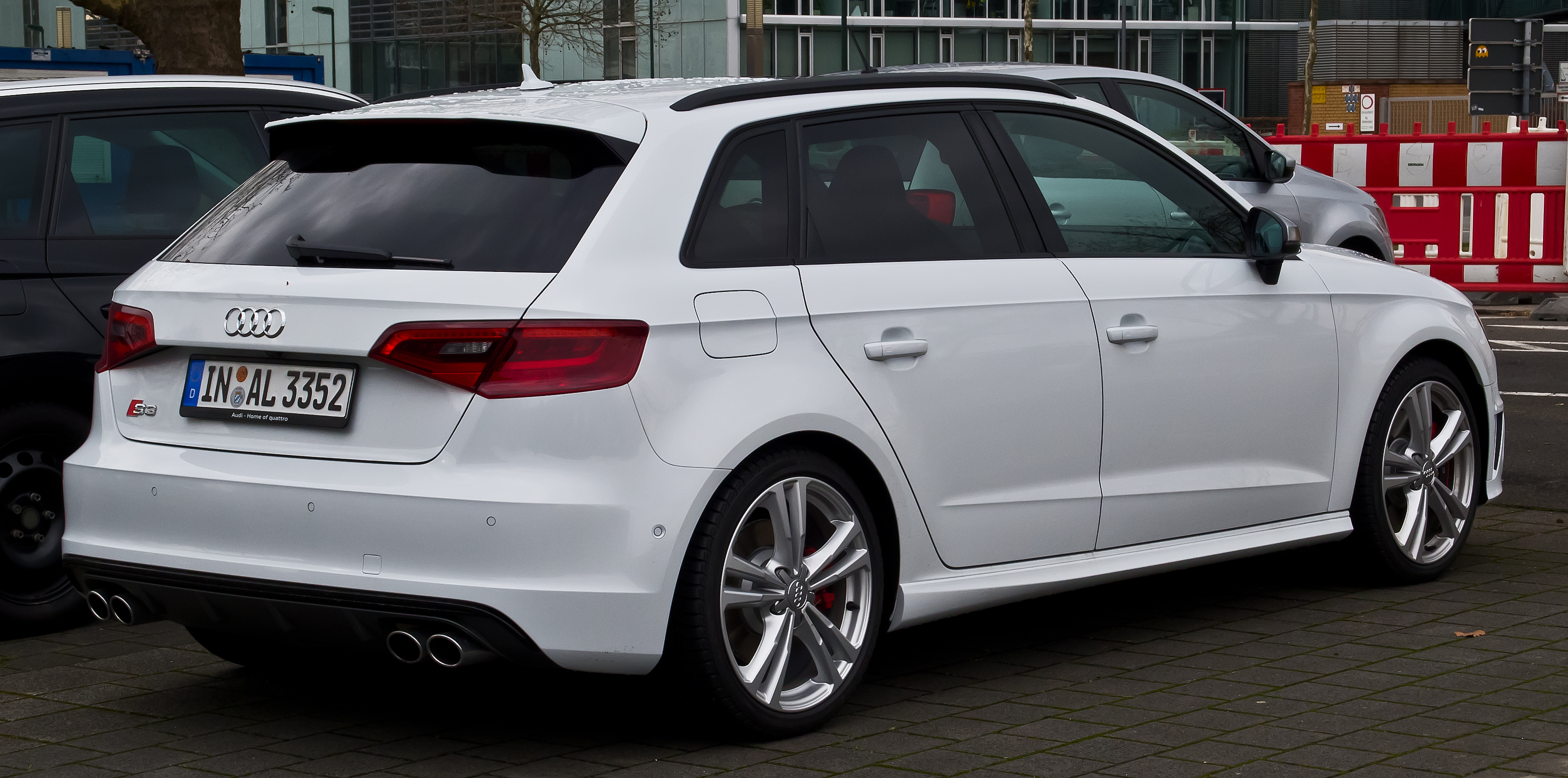
S3 スポーツバック（前期型）
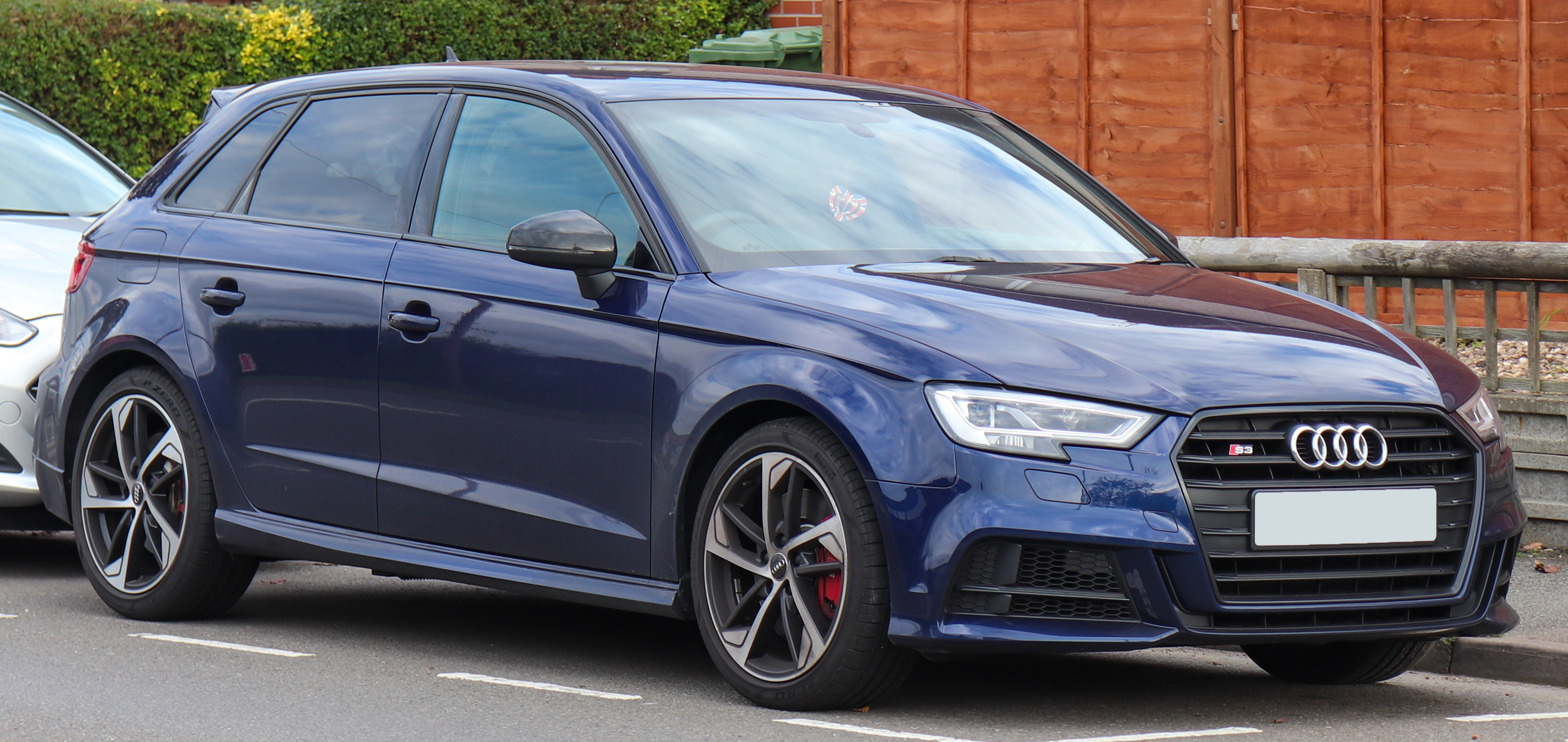
S3 スポーツバック（後期型）
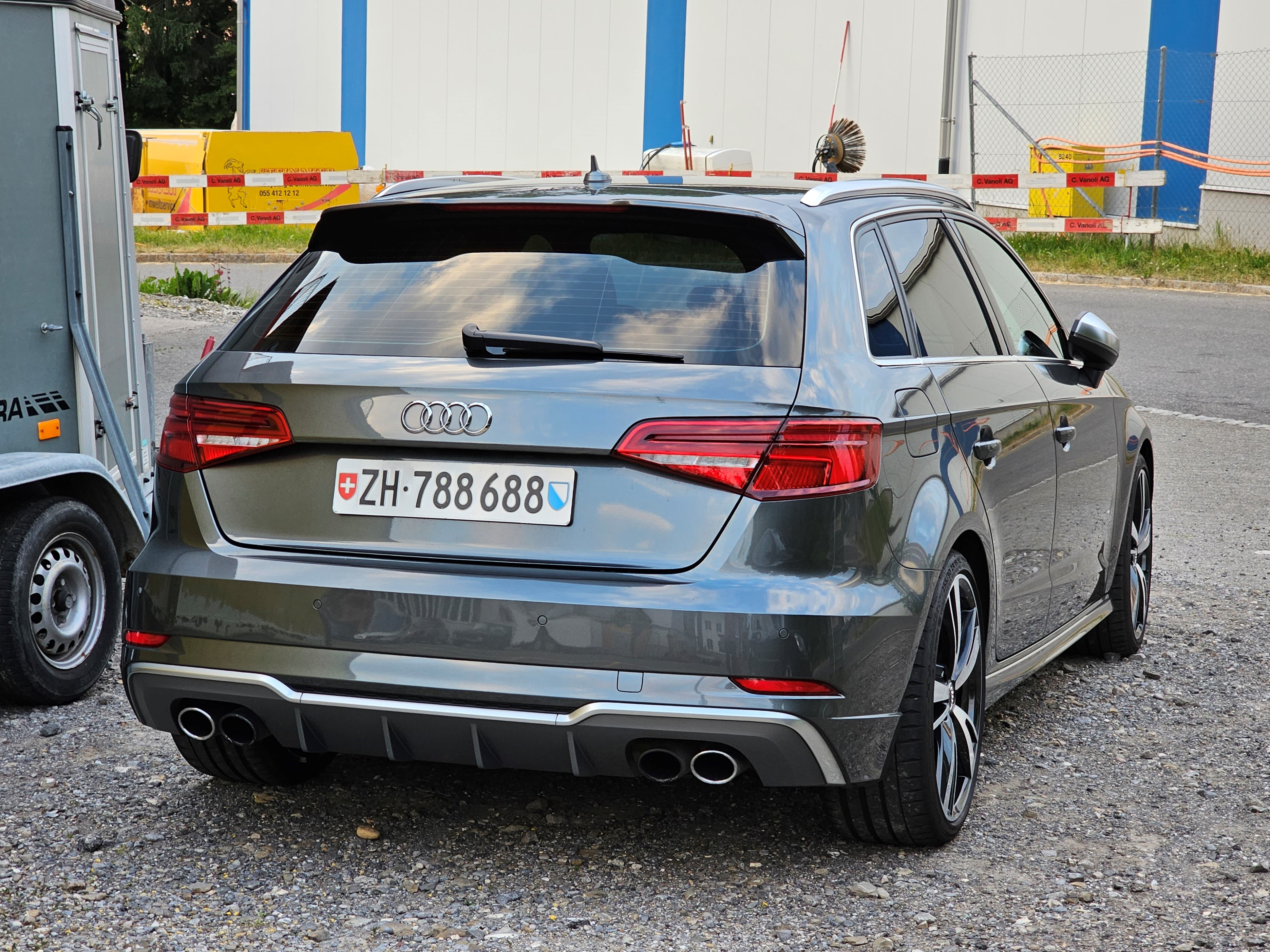
S3 スポーツバック（後期型）
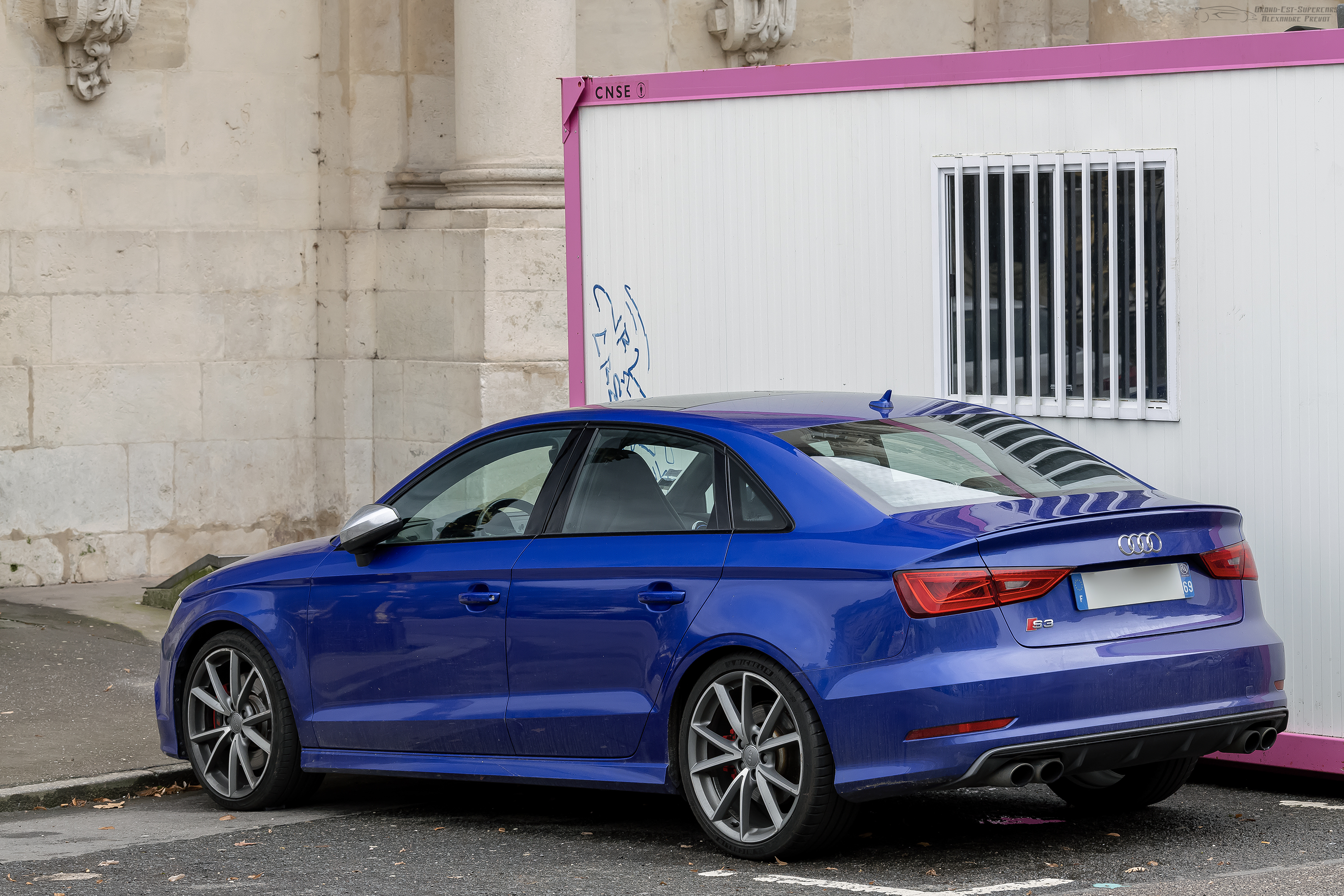
S3 セダン（前期型）
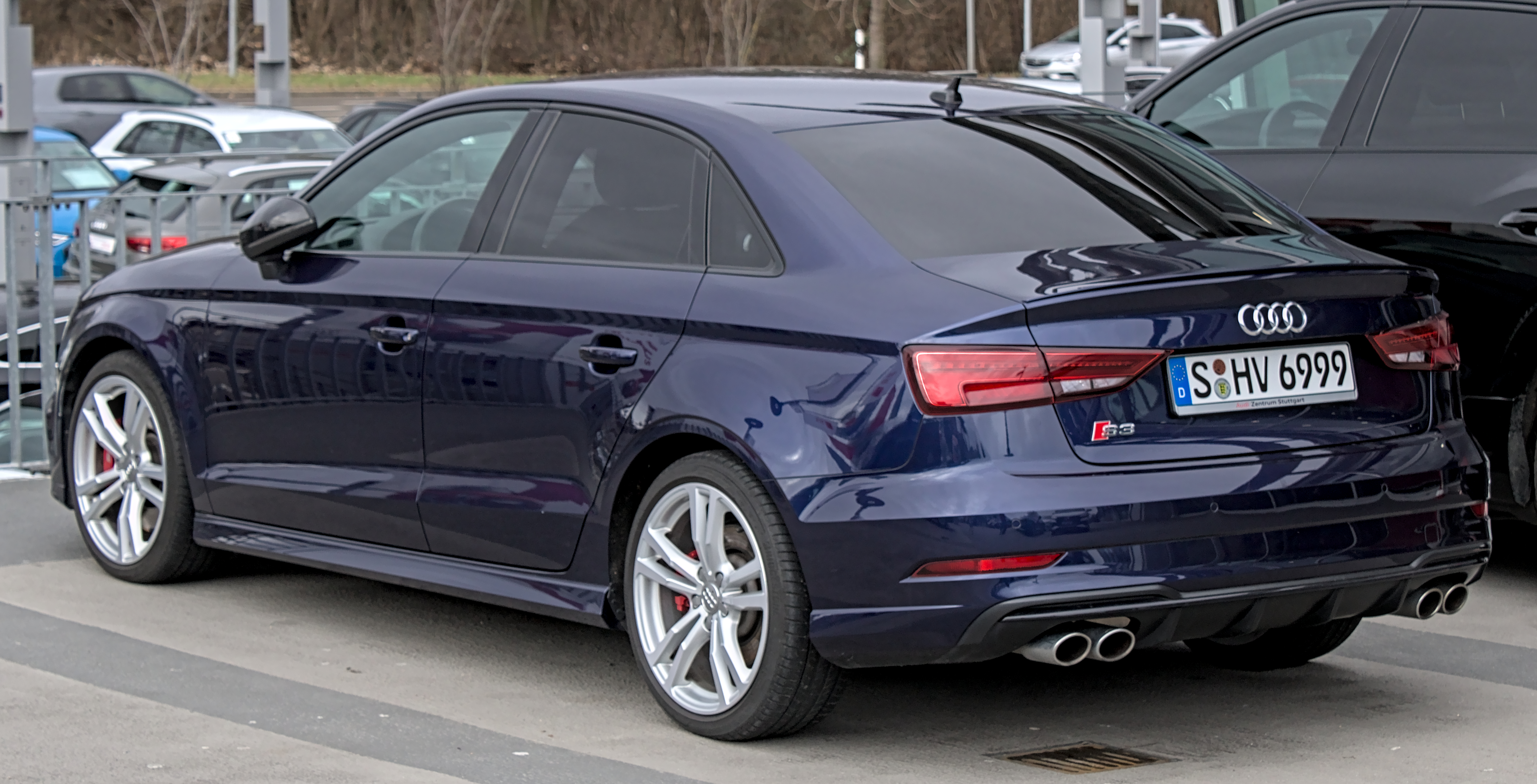
S3 セダン（後期型）
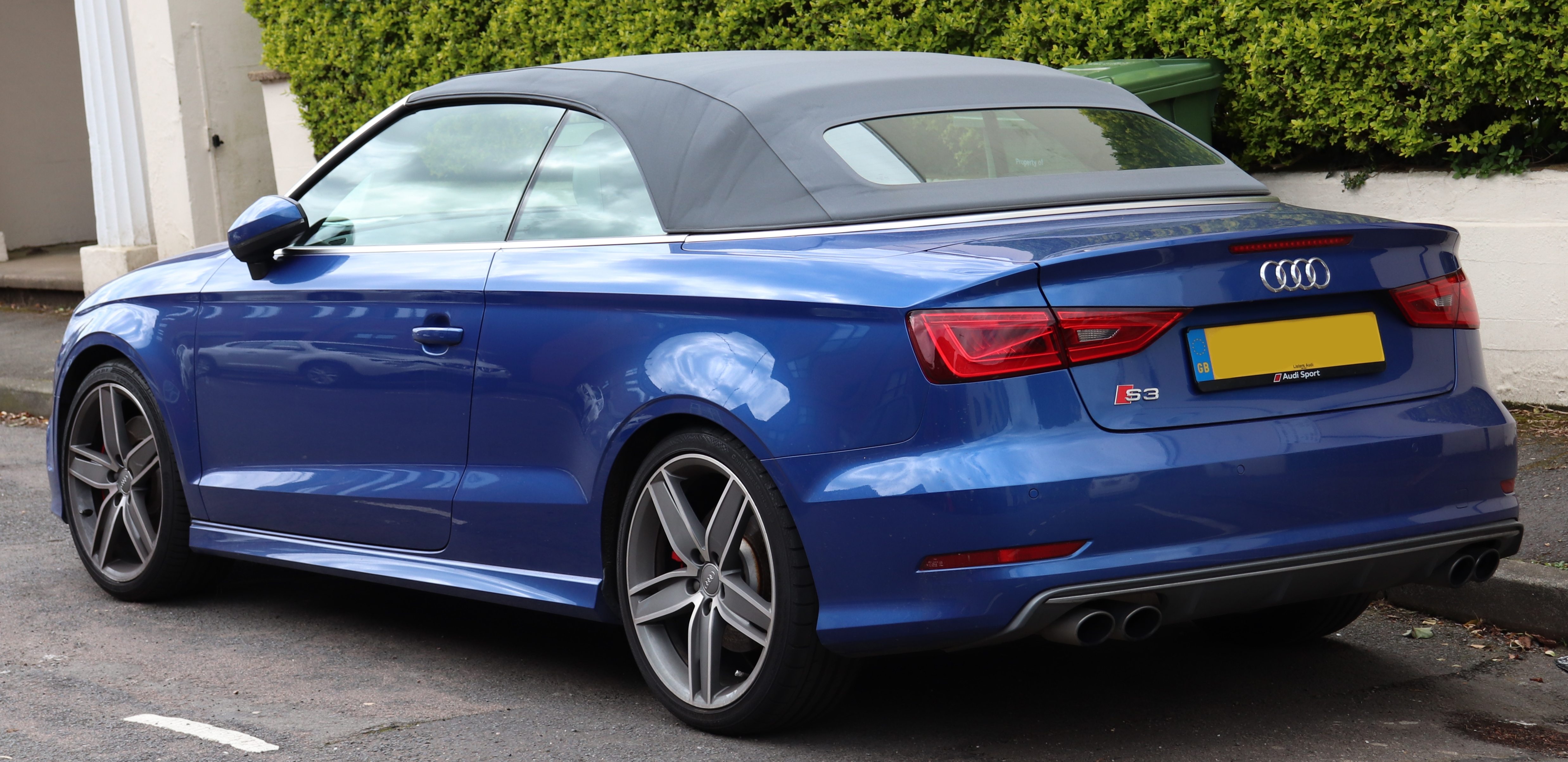
S3 カブリオレ（前期型）

## 4代目（8Y型、2020年 - ）
2020年3月3日、欧州にてスポーツバックを発表。ドイツ・インゴルシュタット工場で生産される。基本骨格は、モジュールプラットフォーム「MQB evo」を採用している。なお、先代まで設定のあった3ドアおよびカブリオレは廃止された。
ボディサイズは、先代に比して全長と全幅がそれぞれ約30mm拡大され、全長は4.34m、全幅は1.82mとなった。ラゲッジルームの容量は380ℓである。
欧州向けのパワートレインは、最高出力が110kW（150PS）の1.5L 直列4気筒・直噴ガソリンターボ「1.5TFSI」と、最高出力が85kW（116PS）および110kW（150PS）の2.0L 直列4気筒・直噴ディーゼルターボ「2.0TDI」の計3種類となる。トランスミッションは6速MTまたは7速Sトロニックで、駆動方式はFFのみである。Cd値は0.28を達成した。
エクステリアはワイドなシングルフレームグリルや、フロントエンドの大型エアインテーク、ヘッドランプからテールランプに延びるショルダーラインが特徴的である。また、マトリクスLEDヘッドライトには、3×5配列のLEDセグメントから構成されるデジタルデイタイムランニングライトが装備される。キャビン骨格など、ボディの30%（重量比率）に熱間成型スチールを採用することで、高いボディ剛性と軽量化、優れた安全性を実現した。
インテリアは、新形状のシフトレバー、アルミニウムまたはカーボンでできたドアインレイ、ブラックパネル調のインストゥルメントパネル、ペットボトルのリサイクル素材を採用したシート地などを採用した。メーターパネルには、10.25インチの高解像度液晶ディスプレイに、メーター類をはじめ、DIS（ドライバーインフォメーションシステム）や、地図表示などの機能を統合した「アウディバーチャルコックピット」を設定している。さらに、10.1インチのタッチスクリーンを備えたMMIナビゲーションシステム（MIB3）を搭載している。
従来のアダプティブクルーズコントロール（ACC）や、アクティブレーンアシスト、トラフィックジャムアシストを統合した「アダプティブクルーズアシスト」を新たに用意する。前走車の追従機能に加えて、車線からのはみ出しを自動で修正する車線維持機能も備わった。
S lineも引き続き設定される。さらに、市場導入時には18インチホイールやダイナミックな「S line インテリア」を標準装備とした特別仕様車「Edition 1」も発売される。
同年4月21日、欧州にてセダンを発表。セダンとしては2代目で、先行して発表されたスポーツバックと多くを共用する。ボディサイズは先代比で全長は40mm、全幅は20mm拡大され、全長は4.5m、全幅は1.82mとなった。また、全高は10mm高くなり、1.43mとなった。Cd値は0.25を達成した。ラゲッジルームの容量は425ℓである。パワートレインもスポーツバックに準ずるが、「1.5TFSI」は「35 TFSI」に、「2.0TDI」は「35 TDI」に、それぞれ名称変更がなされている（スポーツバックも同様）。
同年8月11日、欧州にて高性能モデルとなる「S3 スポーツバック」と「S3 セダン」を発表。エクステリアはA3をベースに、大型化されたシングルフレームグリルやバンパーの大型エアインテークがSモデルらしさを強調する。リアエンドでは、ディフューザーとその左右にあるツインエキゾーストパイプがスポーティさを演出する。パワートレインは、2.0L 直列4気筒・直噴ガソリンエンジンの「2.0TFSI」となり、最高出力で310ps、最大トルクで40.8kgmを発揮する。これは、同じエンジンを搭載するゴルフGTIと比べ、最高出力が65ps強化されている。トランスミッションは7速Sトロニック、駆動方式はクワトロ（フルタイム4WD）のみとなる。動力性能は、0-100km/h加速が4.8秒、最高速度は250km/h（リミッター作動）である。
同年9月15日、欧州にて、CNG車の「A3 スポーツバック g-tron」が追加発表された。グレードは1.5L TFSIエンジンを搭載した「30 g-tron」が用意され、トランスミッションは7速Sトロニックが組み合わされた。
同年9月29日、欧州にてスポーツバックのPHEVである「40 TFSI e」が追加発表された。本モデルは「A3スポーツバック e-tron」の後継にあたる。最高出力で150ps、最大トルクで250Nmを発揮する1.4L 直列4気筒・ガソリン直噴ターボ「1.4 TFSI」と、最高出力で80kW（約109ps）、最大トルクで330Nmを発生するモーターを組み合わせ、システム全体の最高出力は150kW（204ps）、最大トルクは350Nm（ブースト時）となる。トランスミッションは6速Sトロニック、駆動方式はFFのみとなる。0-100km/h加速は7.6秒、最高速度は227km/hである。また搭載されるリチウムイオンバッテリーの容量は13.0kWhで、モーターのみでの最大航続距離は78kmである。
2024年3月12日、欧州にてA3のマイナーチェンジ（フェイスリフト）を発表。エクステリアでは、フレームレスの六角形シングルフレームがよりフラットでワイドな形状となった。さらに、最大4種類の選択可能な「デイタイムランニングライトシグネチャー」も装備している。インテリアでは、センターコンソールやインナードアハンドルに、新たな仕上げが施された。また、フロントドアの内側にバックライトが装着されたほか、アンビエントライトパッケージや、長さと角度を調整できるフロントアームレストを標準装備とした。Sトロニックのシフターも新デザインを採用した。パワートレインは、150PSの最高出力を発生する1.5L TFSIエンジンの「35 TFSI」と、同じく150PSの最高出力を発生する2.0L TDIエンジンの「35 TDI」が用意される。「35 TFSI」は6速MTおよび7速Sトロニックが用意され、「マイルドハイブリッドドライブシステム（MHEV）」を備える。「35 TDI」は7速Sトロニックのみの設定となる。同年末には、PHEVも追加される。
同年4月9日、欧州にてS3のマイナーチェンジ（フェイスリフト）を発表。内外装デザインの刷新や、デイタイムランニングライトシグネチャーの装備などはA3に準ずる。パワートレインでは、2.0L TFSIエンジンが増強され、出力が23PS、トルクが20Nm向上した。これにより最高出力は333PS、最大トルクは420Nmを誇り、0～100km/h加速は4.7秒を達成する。7速Sトロニックは発進トルクが向上し、より素早いスタートを切ることが可能となった。ブレーキも強化され、フロントブレーキは2ピストンキャリパーが新たに採用される。クワトロシステムは、左右のリヤホイールの間で駆動トルクを完全に可変配分するトルクスプリッターが搭載された。サスペンションでは、より硬いベアリングを備えたウィッシュボーンと、よりネガティブキャンバーを可能にする新しいピボットベアリングにより、ステアリングレスポンスおよびラテラルコントロール（横方向の制御）が向上している。

### 日本での販売
2021年4月21日、「A3/S3 スポーツバック」と、「A3/S3 セダン」が発表された。
A3は、最高出力110ps、最大トルク200Nmを発揮する1.0L 直列3気筒・直噴ガソリンエンジンの「30 TFSI」と、140kW（190ps）/320Nmを発生する2.0L 直列4気筒・直噴ガソリンエンジンの「40 TFSI」がラインアップされる。「30 TFSI」はベルト駆動式オルタネータースターター（BAS）と、48Vリチウムイオンバッテリーを用いたMHEVを組み合わせることで、エネルギー回生機能を高め、コースティング（惰力走行）時にエンジンを完全に停止するなどして低燃費化を図るとともに、走行性能を高めた。「40 TFSI」はクワトロ（四輪駆動）システムと組み合わされる。トランスミッションは、両エンジンともに7速Sトロニックが搭載される。グレード構成は、ベース / advanced / S line となった。
高性能モデルのS3は、最大1.8barの過給圧（相対圧）のターボチャージャーと、350barの燃料噴射を備えた2.0L 直列4気筒・直噴ガソリンエンジンを搭載する。ベースモデルに比べて車高を15mm低く設定しているほか、電子制御式のダンピングコントロールサスペンションをオプションで選択できる。さらに、12.3インチの「バーチャルコックピットプラス」が標準装備となる。ボディカラーはアトールブルーメタリック、マンハッタングレーメタリック、パイソンイエローメタリック、ターボブルーの4色を新規設定した。
併せて、A3に特別仕様車「1st edition」を、スポーツバック（375台限定）とセダン（125台限定）に設定した。「30 TFSI advanced」をベースに、コンビニエンス&アシスタンスパッケージ、ナビゲーションパッケージ、テクノロジーパッケージの3つを標準装備としたほか、特別装備としてルーフレールや5スポークVデザインの18インチアルミホイールなどを装着している。
2023年4月17日、A3に特別仕様車「new urban style」を、スポーツバック（500台限定）とセダン（250台限定）に設定した。「30 TFSI advanced」をベースに、コンビニエンス&アシスタンスパッケージ、ナビゲーションパッケージ、センターアームレスト付3分割可倒式リアシートの3つを標準装備としたほか、特別装備としてサラウンドビューカメラと5ダブルスポークデザインの17インチアルミホイールを装着している。インテリアは、上質なナチュラルウッドのデコラティブパネルとともに、イタリアのレモンリキュールをイメージした、柔らかみのあるレモン色の”リモンチェッロ”カラーを採用した。さらにシートサイドとヘッドレストには高い質感を持つスチールグレーのアーティフィシャルレザーを採用し、イエローステッチを施した。
同年12月5日、A3に特別仕様車「Signature Edition」を、スポーツバック（375台限定）とセダン（125台限定）に設定した。「30 TFSI advanced」をベースに、コンビニエンス&アシスタンスパッケージ、ブラックAudi rings&ブラックスタイリングパッケージ、ブラックのエクステリアミラーハウジング（ミストブラックメタリックボディのみボディ同色）、プライバシーガラスの4つを標準装備としたほか、特別装備としてグラファイトグレーポリッシュトの5Yスポークデザインの18インチアルミホイールを装着している。
2024年12月12日、A3がマイナーチェンジ。内外装のデザインおよび「30 TFSI」のパワートレインが刷新された。従来の1.0L 直列3気筒・直噴ガソリンエンジンに代わり、最高出力116ps、最大トルク220Nmを発揮する1.5L 直列4気筒・直噴ガソリンエンジンが搭載される。グレード構成は、advanced / S line の2種類に改められ、「30 TFSI」のベースグレードと「40 TFSI」全モデルが廃止された。
併せて、特別仕様車「1st edition」を、スポーツバック（350台限定）とセダン（200台限定）に設定した。「30 TFSI advanced」および「30 TFSI S line」をベースに、ナビゲーションパッケージと、マルチカラーアンビエントライティングに、イルミネーテッドドアパネルを追加したアンビエントライティングプロの2つを標準装備とした。さらに、advancedの特別装備として、専用カラーのブラウンを組み合わせたパーシャルレザーが、S lineの特別装備として、レッドステッチをプラスしたパーシャルレザーを含むS line plusパッケージ、ブラックAudi rings & ブラックスタイリングパッケージ、Audi Sport製ブラックの18インチアルミホイールがそれぞれ装着される。

2025年2月19日、S3がマイナーチェンジ。出力の向上、トルクスプリッターの採用等により、パフォーマンスとハンドリングがより一層強化された。エクステリアは、専用のパターンにL字型のデザインエレメントを施したシングルフレームグリル、大型のエアインテークを備えたフロントバンパーによるフロントデザイン、専用デザインのスポーティなディフューザー、左右4本出しパフォーマンスエキゾーストシステムを採用した。ブラックを基調としたインテリアは、パーシャルレザーのスポーツシートが標準装備となる。最高出力は245kW（333PS）にパワーアップするとともに、従来はRS 3のみに採用されていたトルクスプリッターが新たに装着された。

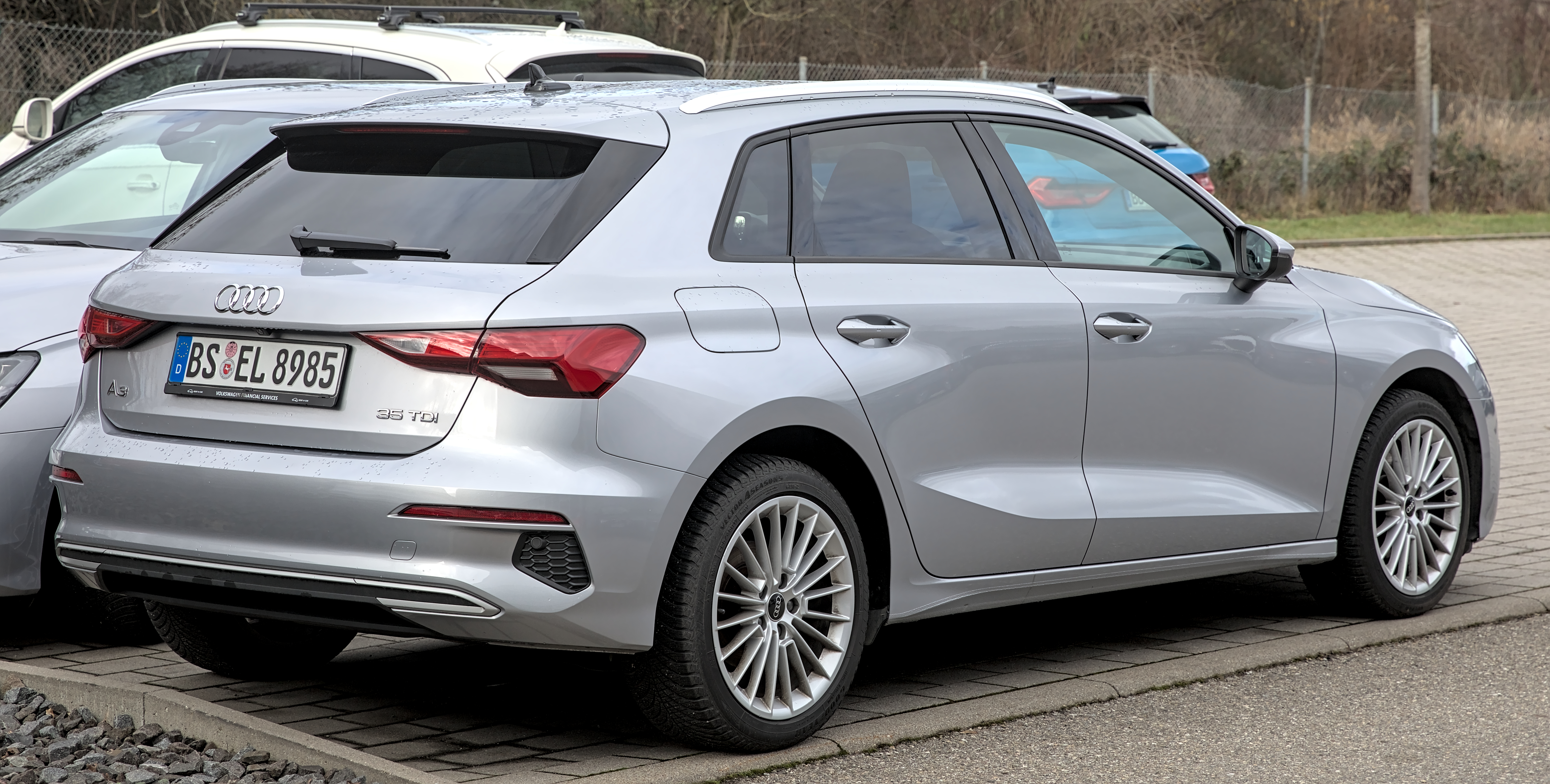
A3 スポーツバック（前期型）
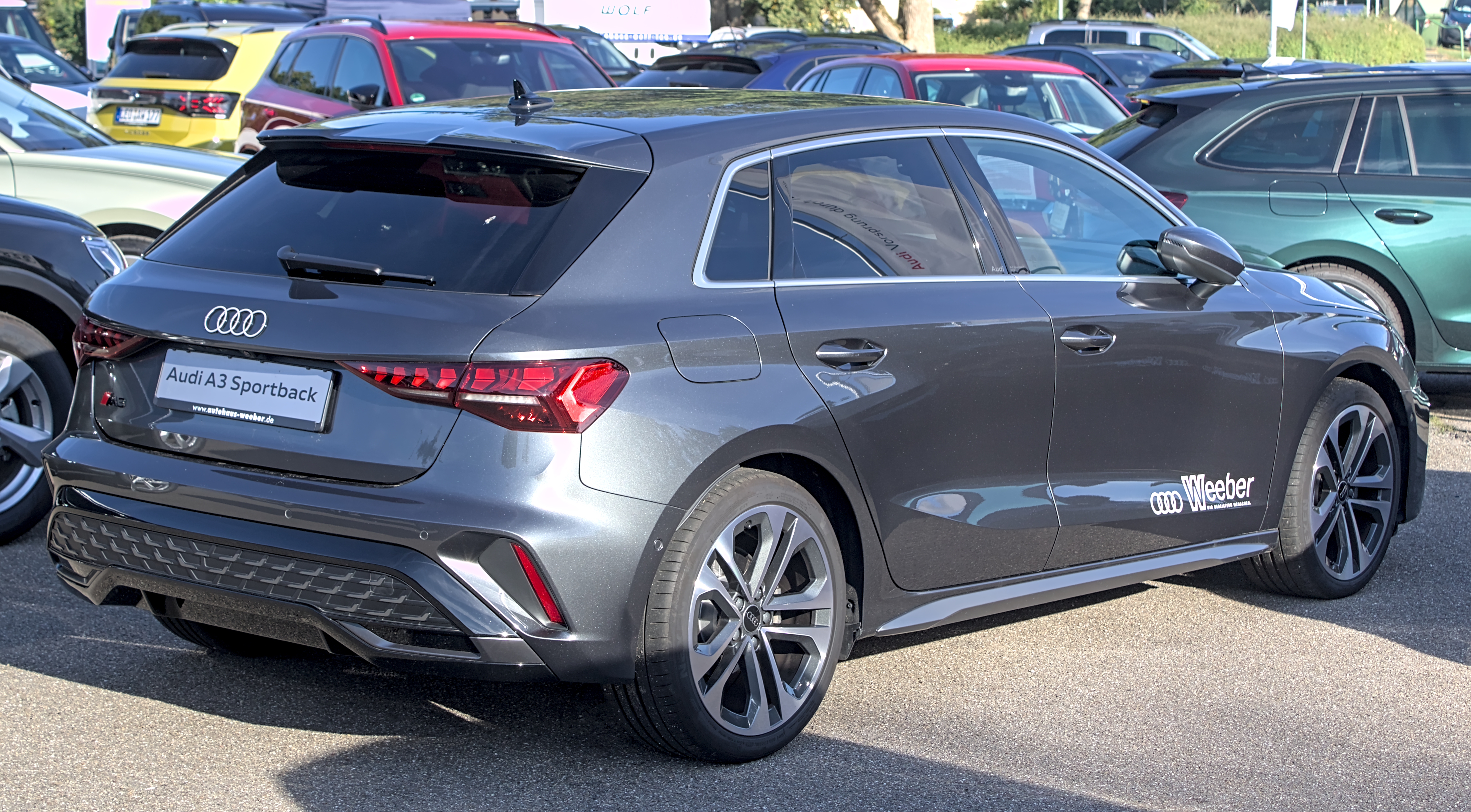
A3 スポーツバック（後期型）
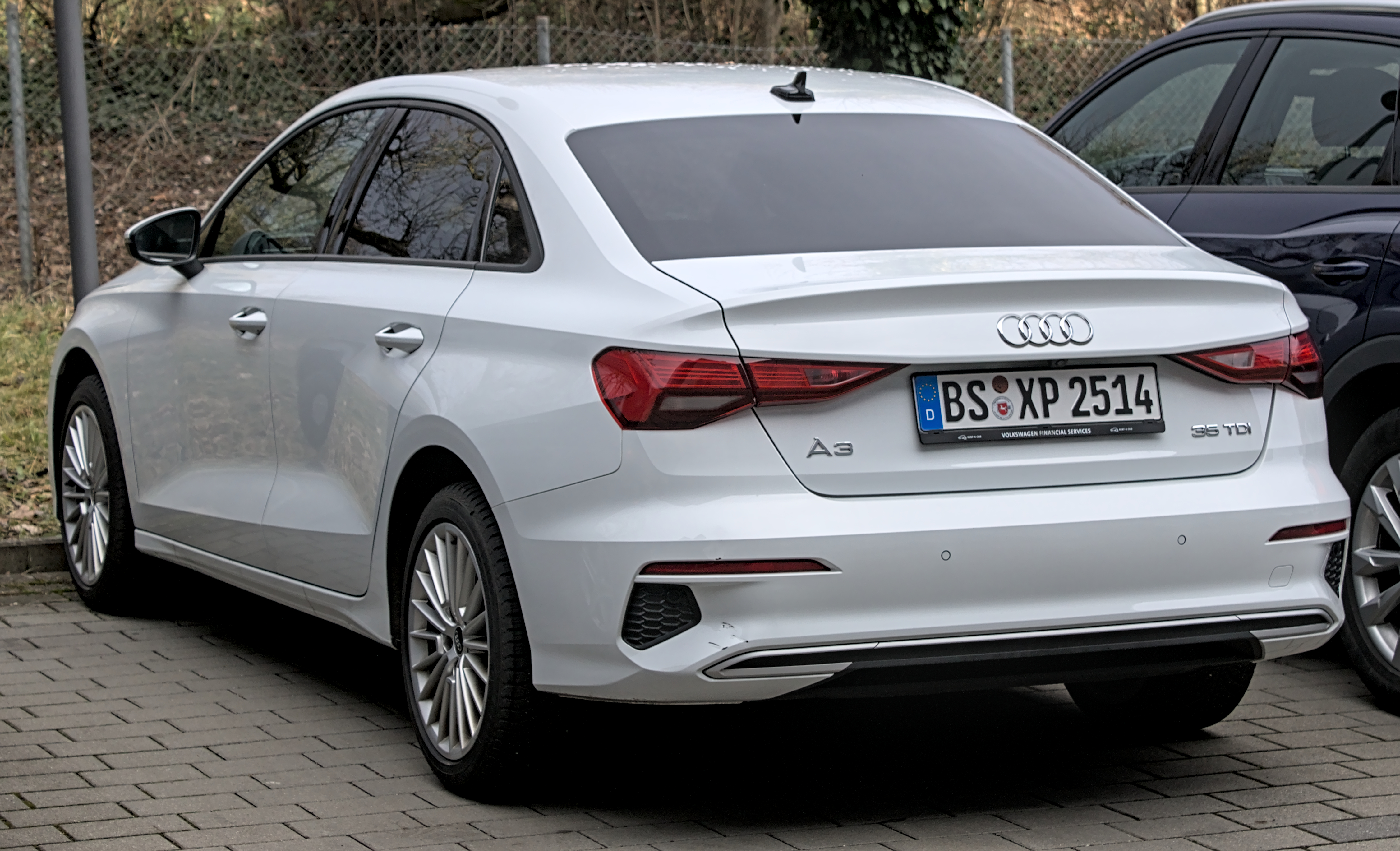
A3 セダン（前期型）
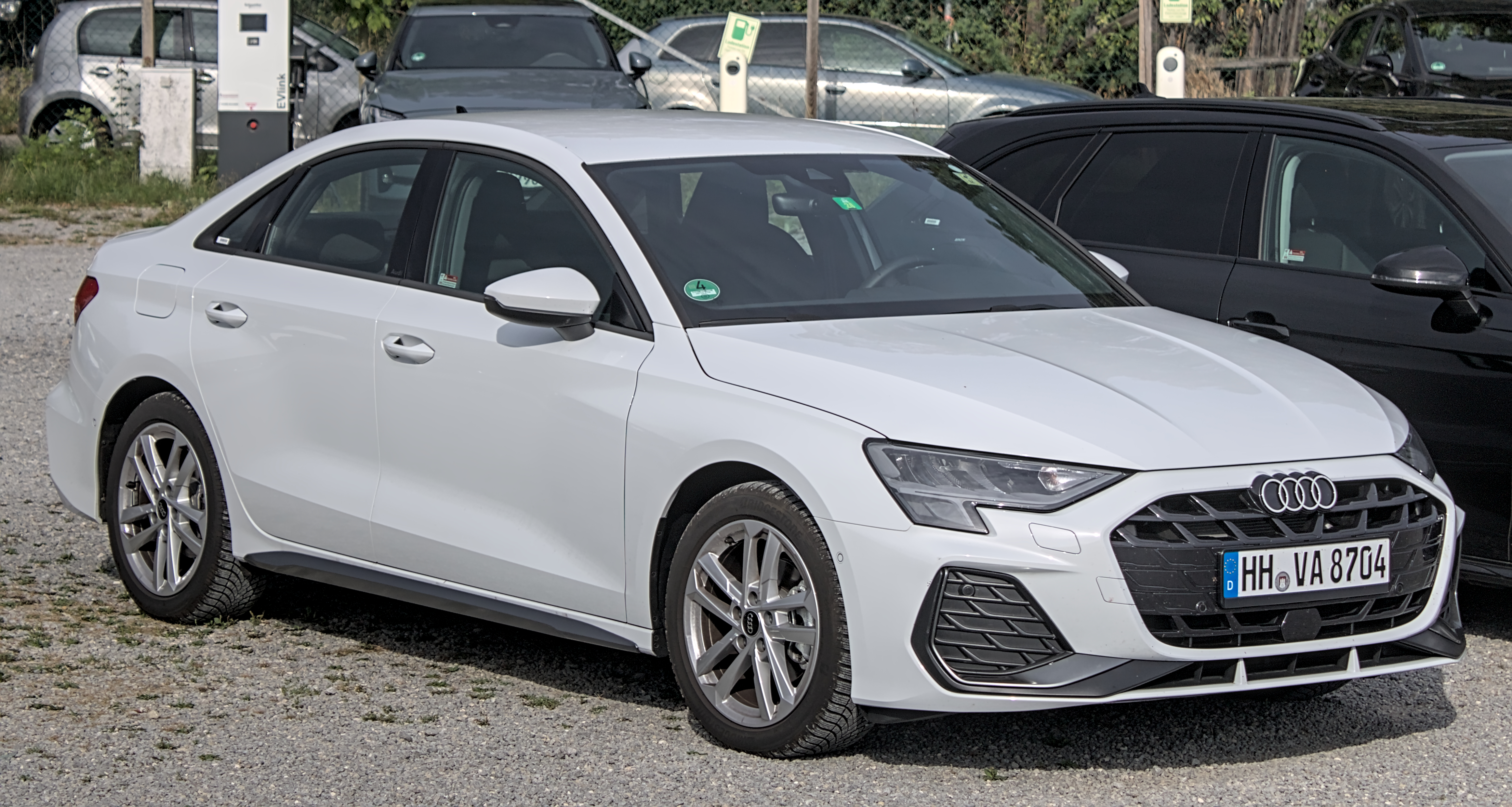
A3 セダン（後期型）
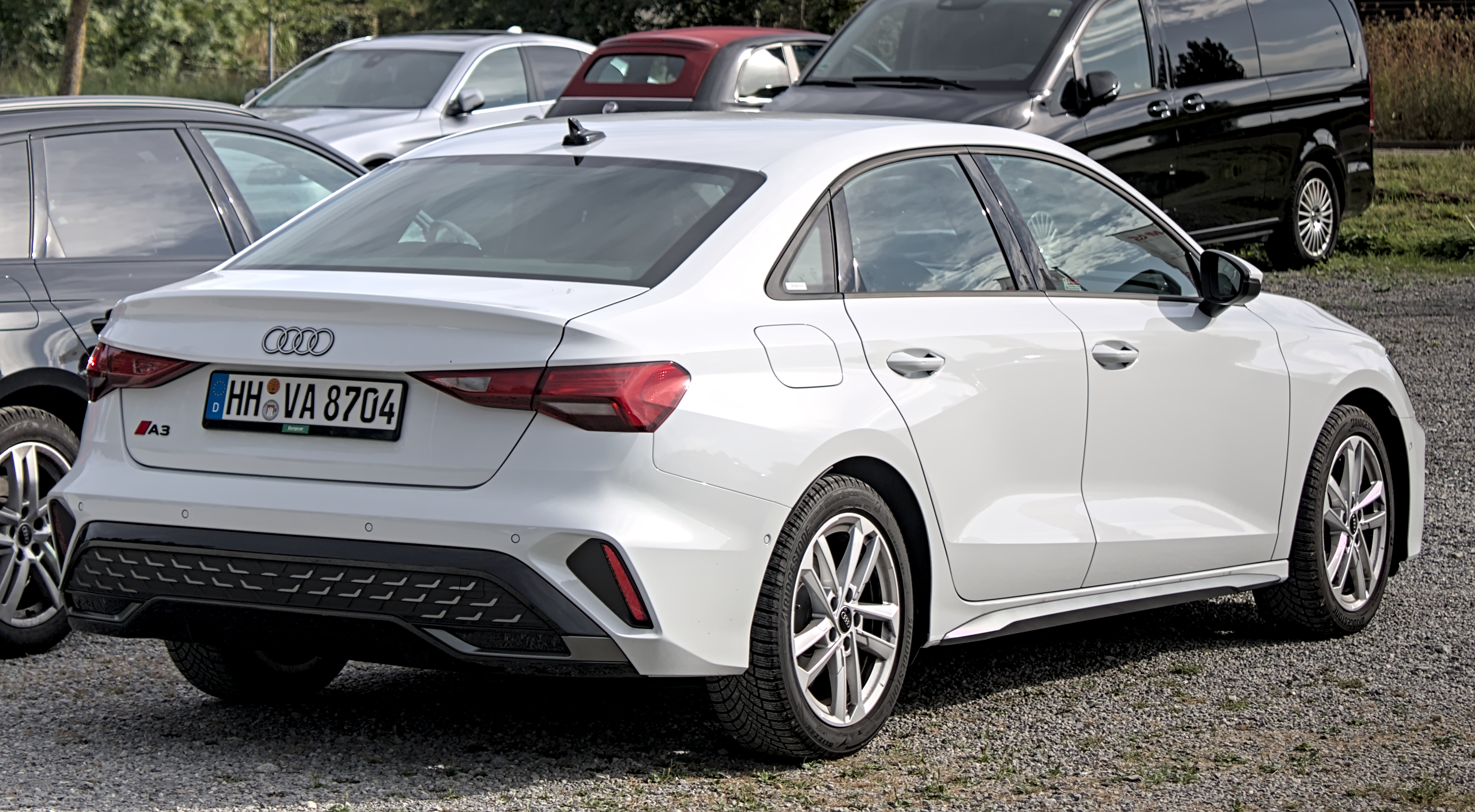
A3 セダン（後期型）
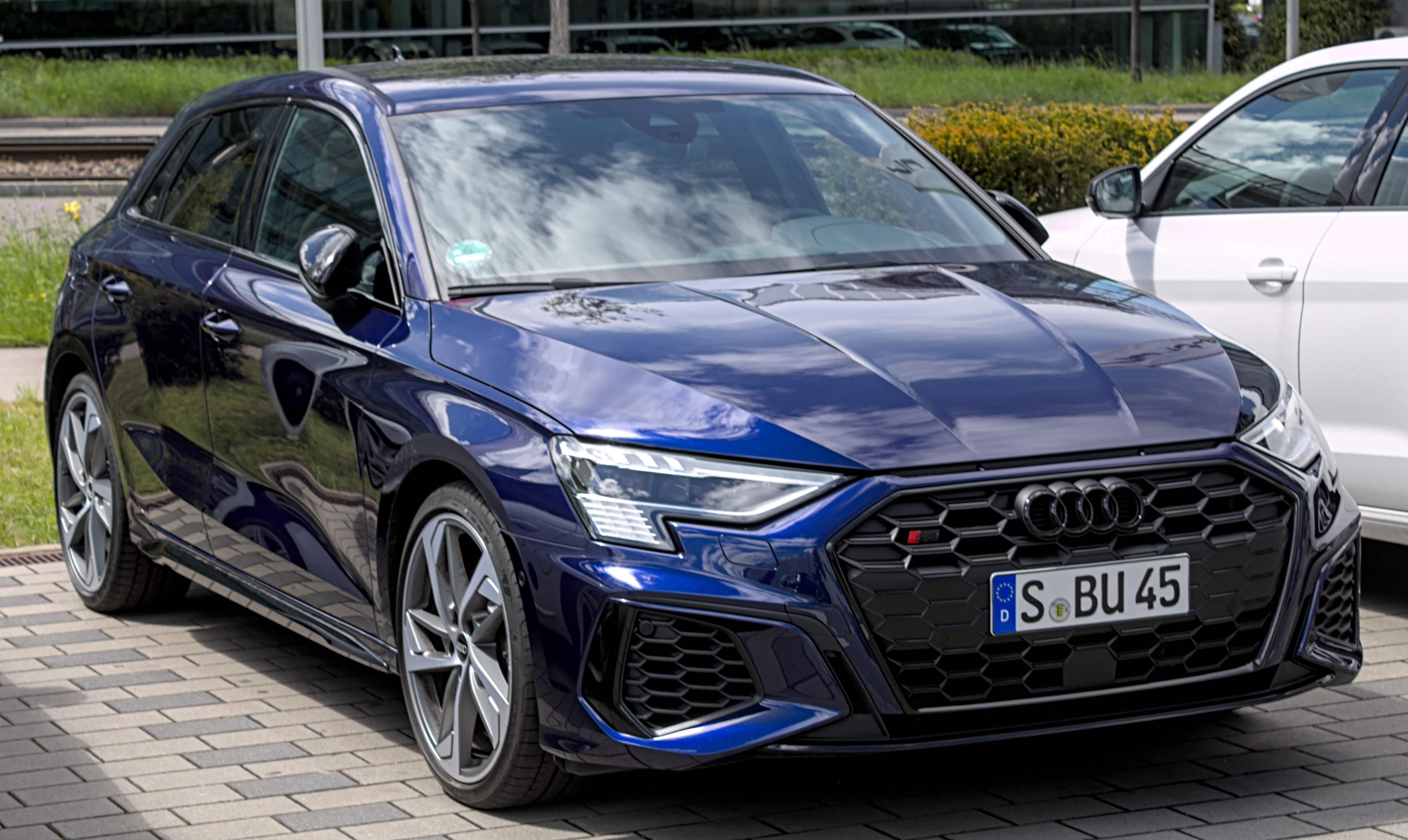
S3 スポーツバック（前期型）
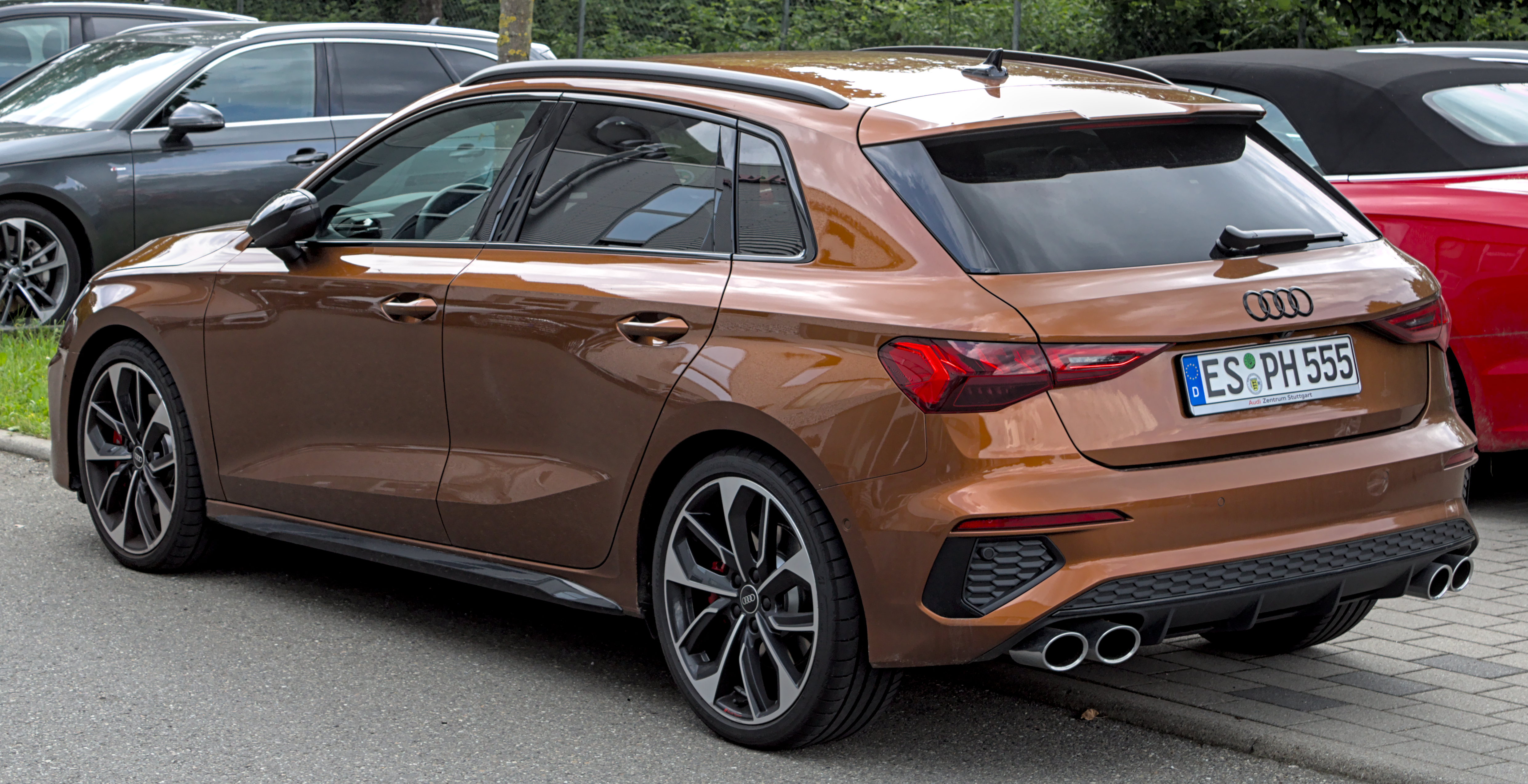
S3 スポーツバック（前期型）
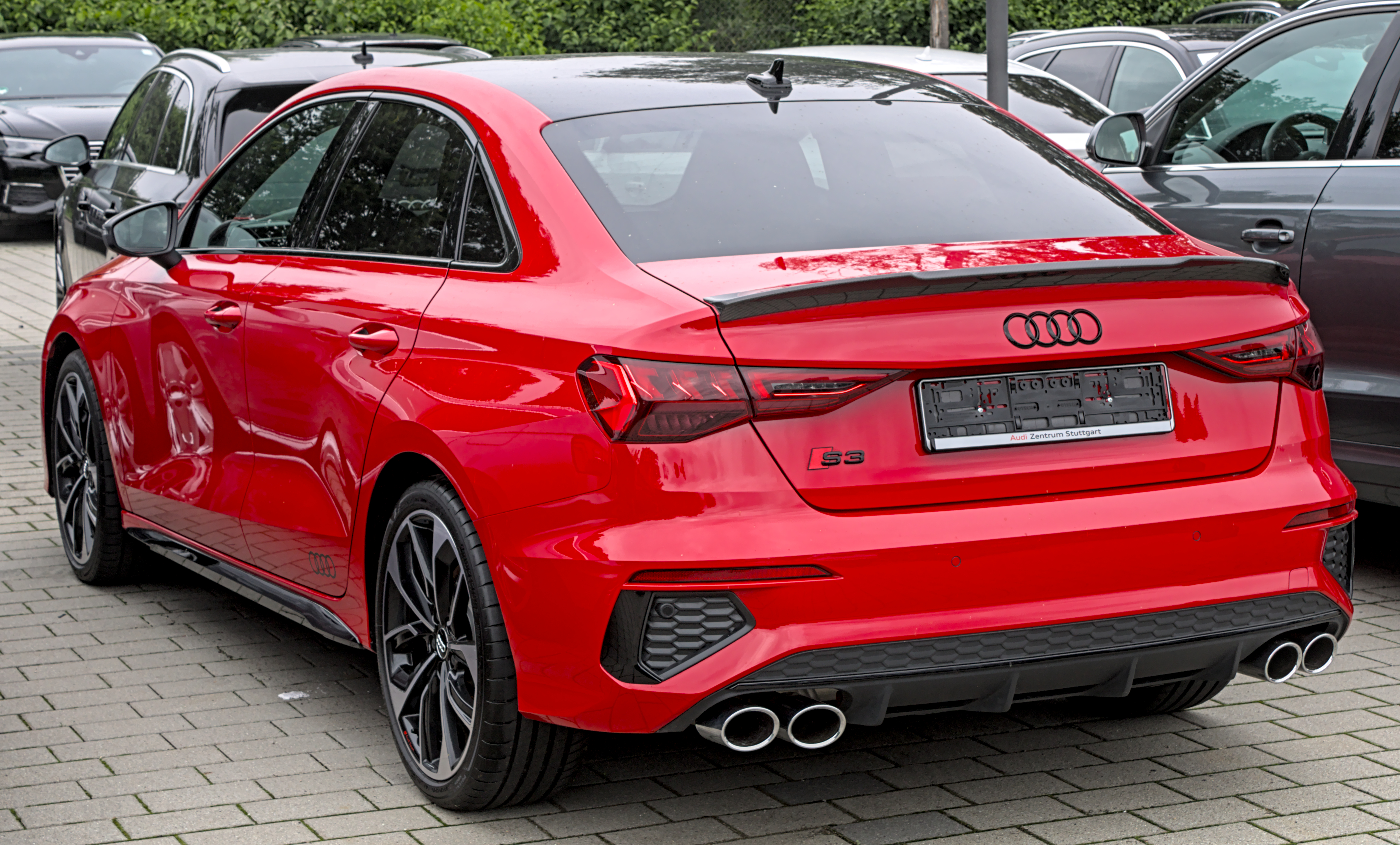
S3 セダン（前期型）
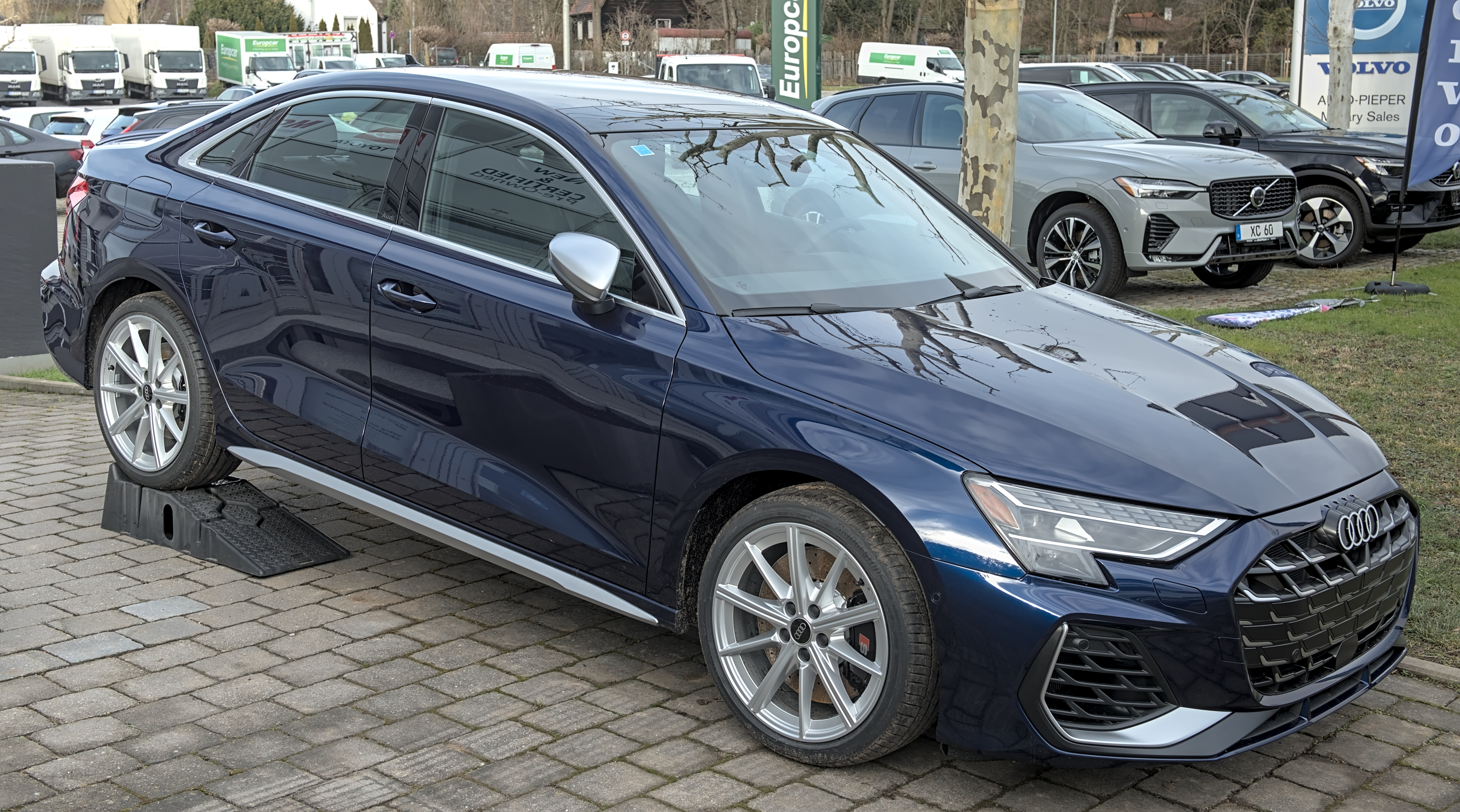
S3 セダン（後期型）
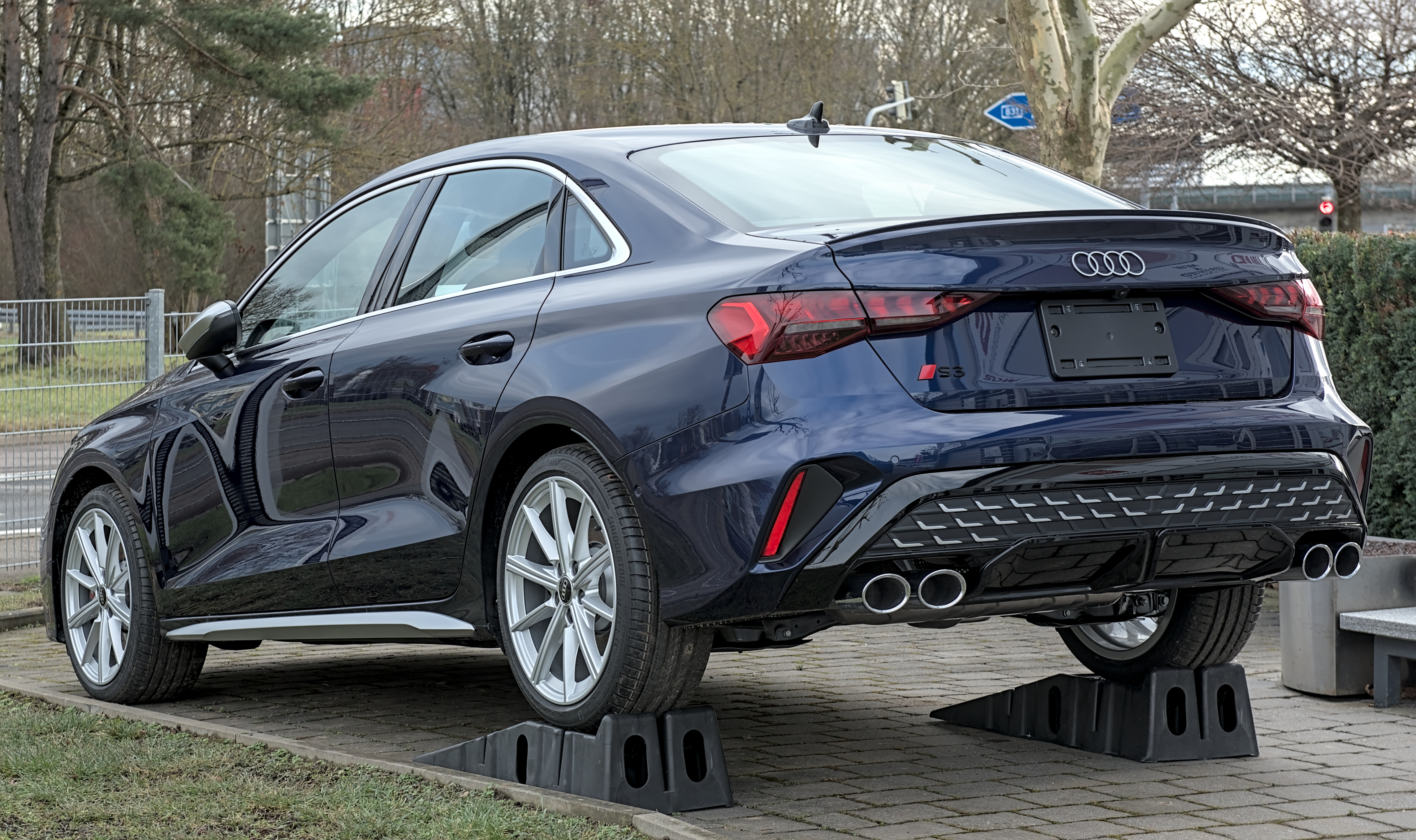
S3 セダン（後期型）

## その他
クワトロシステムは、横置きエンジンでも採用可能である。A3を横置きエンジンにした理由は、ゴルフと共有箇所が多いこと、縦置きにするとノーズが短いためにトランスミッションがあるスペースにまで食い込んでしまうためである。
アウディは、クワトロシステムを開発以降、四輪駆動にしやすいという理由で、FWD車の車種でもエンジンを縦置きで積む車種が一般的である。A3は同社初の横置きエンジン搭載モデルと思われがちだが、実際には1974年に登場したアウディ・50が初採用車種である。